# Argelès-Gazost
Pour les articles homonymes, voir Argelès et Gazost.
Argelès-Gazost [aʁʒəlɛs ɡazɔst]  est une commune française située dans l'ouest du département des Hautes-Pyrénées, dont elle est une sous-préfecture, en région Occitanie. C'est la ville-centre d'une petite agglomération de treize communes et d'environ 7 000 habitants, l'unité urbaine d'Argelès-Gazost. Sur le plan historique et culturel, la commune est dans la province du Lavedan, partie sud-occidentale de la Bigorre et constituée d'un ensemble de sept vallées en amont de la ville de Lourdes.
Exposée à un climat océanique altéré, elle est drainée par le gave de Pau, le gave d'Azun et par divers autres petits cours d'eau. La commune possède un patrimoine naturel remarquable : un site Natura 2000 (les « gaves de Pau et de Cauterets (et gorge de Cauterets) ») et trois zones naturelles d'intérêt écologique, faunistique et floristique.
Argelès-Gazost est une commune rurale qui compte 2 805 habitants en 2022. Elle est dans l'agglomération d'Argelès-Gazost et fait partie de l'aire d'attraction d'Argelès-Gazost. Ses habitants sont appelés les Argelésiens ou  Argelésiennes.

## Géographie

### Localisation
La commune d'Argelès-Gazost se trouve dans le département des Hautes-Pyrénées, en région Occitanie.
Elle se situe à 29 km à vol d'oiseau de Tarbes, préfecture du département.
Les communes les plus proches sont : 
Lau-Balagnas (1,0 km), Gez (1,5 km), Arcizans-Avant (1,8 km), Ayzac-Ost (2,3 km), Préchac (2,4 km), Arras-en-Lavedan (2,6 km), Saint-Savin (2,6 km), Ayros-Arbouix (2,7 km).
Sur le plan historique et culturel, Argelès-Gazost fait partie de la province historique du Lavedan, partie sud-occidentale de la Bigorre et constitué d'un ensemble de sept vallées en amont de la ville de Lourdes. Historiquement, elle  fait partie de la province de Gascogne, et plus particulièrement du comté de Bigorre. La commune est dans l’estrèm de Salles qui regroupe sept communes.
Argelès-Gazost est limitrophe de sept autres communes.
Les communes limitrophes sont Ayzac-Ost, Ayros-Arbouix, Boô-Silhen, Gez, Lau-Balagnas, Arcizans-Avant et Arras-en-Lavedan.
|                                  | Ayzac-Ost      | Boô-Silhen    |
| Gez                              | Argelès-Gazost | Ayros-Arbouix |
| Arras-en-Lavedan, Arcizans-Avant | Lau-Balagnas   |               |

### Paysages et relief
Le territoire communal, faiblement étendu (3,05 km2), s'étage entre 412 mètres au nord-est, là où le gave de Pau quitte la commune pour servir de limite entre Ayzac-Ost et Boô-Silhen et 600 mètres au sud-ouest en limite d'Arras-en-Lavedan.

### Hydrographie

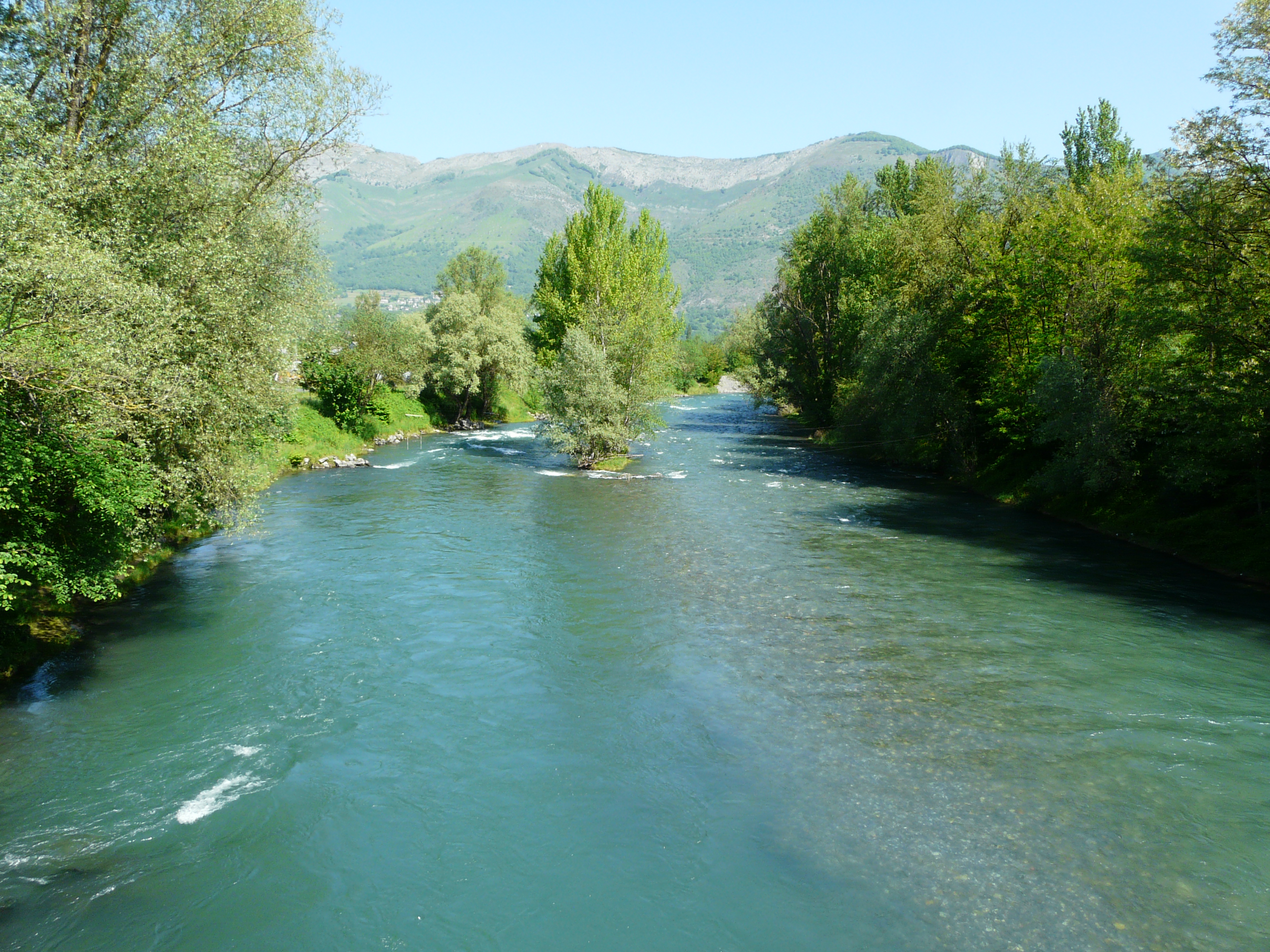
Le gave de Pau en limite d'Argelès-Gazost et d'Ayros-Arbouix.

Elle est drainée par le gave de Pau, le gave d'Azun, un bras du Gave de Pau et par deux petits cours d'eau, constituant un réseau hydrographique de 6 km de longueur totale,.
Le gave de Pau, d'une longueur totale de 192,8 km, prend sa source dans la commune de Gavarnie-Gèdre et s'écoule du sud vers le nord. Il traverse la commune et se jette dans l'Adour à Saint-Loubouer, après avoir traversé 88 communes.
Le gave d'Azun, d'une longueur totale de 29,1 km, prend sa source dans la commune d'Arrens-Marsous et s'écoule du sud vers le nord. Il traverse la commune et se jette dans le gave de Pau à Ayros-Arbouix, après avoir traversé 10 communes.

### Climat
Le climat qui caractérise la commune est qualifié, en 2010, de « climat océanique altéré », selon la typologie des climats de la France qui compte alors huit grands types de climats en métropole. En 2020, la commune ressort du même type de climat dans la classification établie par Météo-France, qui ne compte désormais, en première approche, que cinq grands types de climats en métropole. Il s’agit d’une zone de transition entre le climat océanique et les climats de montagne et le climat semi-continental. Les écarts de température entre hiver et été augmentent avec l'éloignement de la mer. La pluviométrie est plus faible qu'en bord de mer, sauf aux abords des reliefs.
Les paramètres climatiques qui ont permis d’établir la typologie de 2010 comportent six variables pour les températures et huit pour les précipitations, dont les valeurs correspondent à la normale 1971-2000. Les sept principales variables caractérisant la commune sont présentées dans l'encadré ci-après.
| Paramètres climatiques communaux sur la période 1971-2000 - Moyenne annuelle de température : 12 °C - Nombre de jours avec une température inférieure à −5 °C : 3 j - Nombre de jours avec une température supérieure à 30 °C : 4,6 j - Amplitude thermique annuelle : 13,6 °C - Cumuls annuels de précipitation : 1 098 mm - Nombre de jours de précipitation en janvier : 10,5 j - Nombre de jours de précipitation en juillet : 9 j - Nombre de jours de neige par an : 24 j |

Avec le changement climatique, ces variables ont évolué. Une étude réalisée en 2014 par la Direction générale de l'Énergie et du Climat complétée par des études régionales prévoit en effet que la  température moyenne devrait croître et la pluviométrie moyenne baisser, avec toutefois de fortes variations régionales. Ces changements peuvent être constatés sur la station météorologique de Météo-France la plus proche, « Ayros-Arbouix », sur la commune d'Ayros-Arbouix, mise en service en 1982 et qui se trouve à 3 km à vol d'oiseau,, où la température moyenne annuelle est de 12,7 °C et la hauteur de précipitations de 1 031,4 mm pour la période 1981-2010.
Sur la station météorologique historique la plus proche, « Tarbes-Lourdes-Pyrénées », sur la commune d'Ossun, mise en service en 1946 et à 21 km, la température moyenne annuelle évolue de 12,2 °C pour la période 1971-2000, à 12,6 °C pour 1981-2010, puis à 12,9 °C pour 1991-2020.

### Milieux naturels et biodiversité

#### Réseau Natura 2000

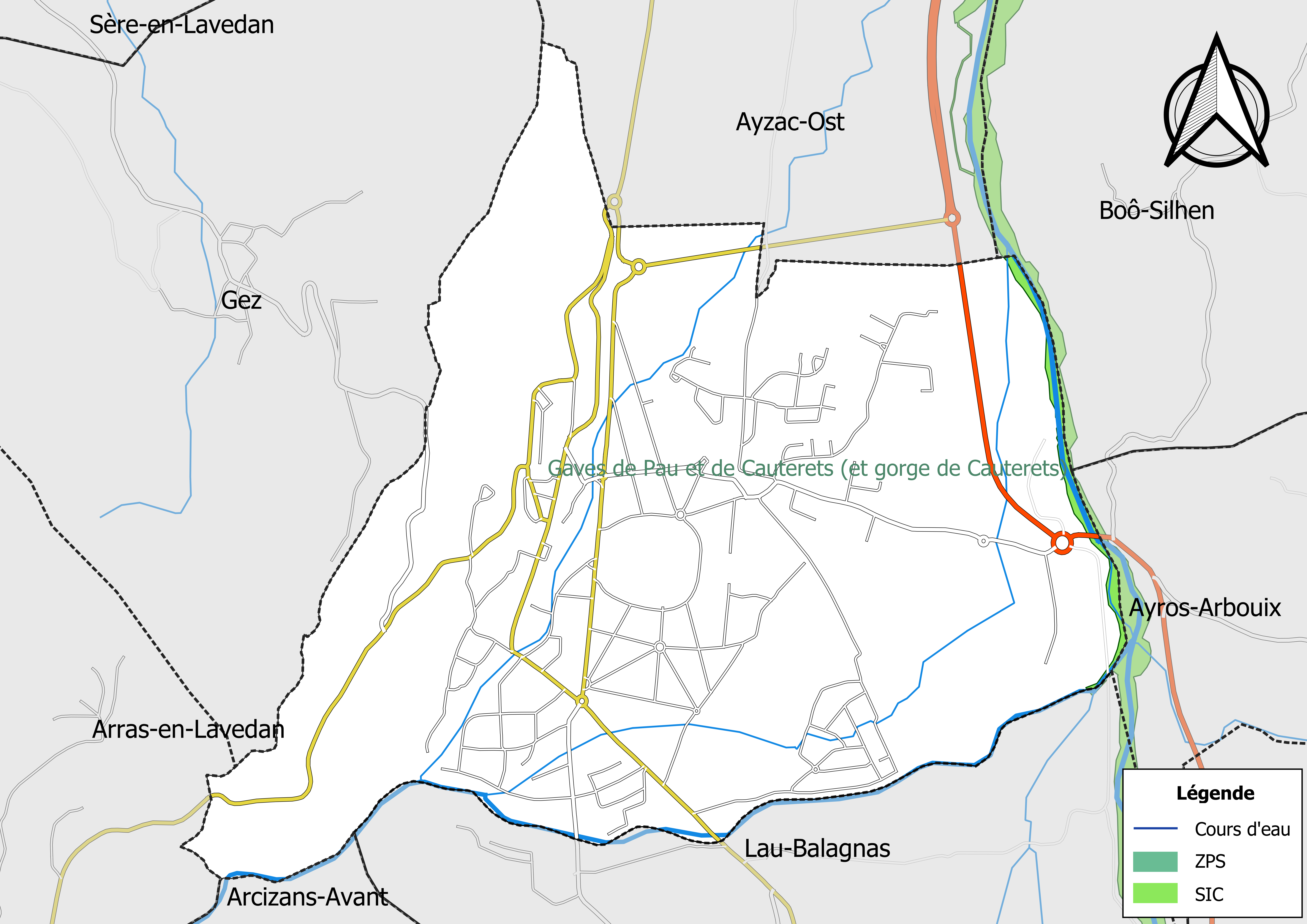
Site Natura 2000 sur le territoire communal.

Le réseau Natura 2000 est un réseau écologique européen de sites naturels d'intérêt écologique élaboré à partir des Directives « Habitats » et « Oiseaux », constitué de zones spéciales de conservation (ZSC) et de zones de protection spéciale (ZPS).
Un site Natura 2000 a été défini sur la commune au titre de la « directive Habitats » : les « gaves de Pau et de Cauterets (et gorge de Cauterets) », d'une superficie de 482 ha, sont un site est localisé sur deux domaines biogéographiques : 42 % pour le domaine atlantique et 58 % pour le domaine alpin. Il sconstituent des réseaux linéaires sélectionnés pour leurs capacités d'accueil du saumon Salmo salar.

#### Zones naturelles d'intérêt écologique, faunistique et floristique
L’inventaire des zones naturelles d'intérêt écologique, faunistique et floristique (ZNIEFF) a pour objectif de réaliser une couverture des zones les plus intéressantes sur le plan écologique, essentiellement dans la perspective d’améliorer la connaissance du patrimoine naturel national et de fournir aux différents décideurs un outil d’aide à la prise en compte de l’environnement dans l’aménagement du territoire.
Deux ZNIEFF de type 1 sont recensées sur la commune,
le « Gave d'Azun, ruisseau du Bergons et Gave de Lourdes » (437 ha), couvrant 31 communes dont deux dans les Pyrénées-Atlantiques et 29 dans les Hautes-Pyrénées et 
le « massifmontagneux entre Argelès-Gazost et l'Ouzom » (6 108 ha), couvrant 12 communes dont une dans les Pyrénées-Atlantiques et 11 dans les Hautes-Pyrénées
et une ZNIEFF de type 2,,
les « massifs calcaires de l'Estibète, du Granquet et du Pibeste, forêt de Très Crouts, vallée du Bergons et crêtes » (17 871 ha), couvrant 24 communes dont trois dans les Pyrénées-Atlantiques et 21 dans les Hautes-Pyrénées.

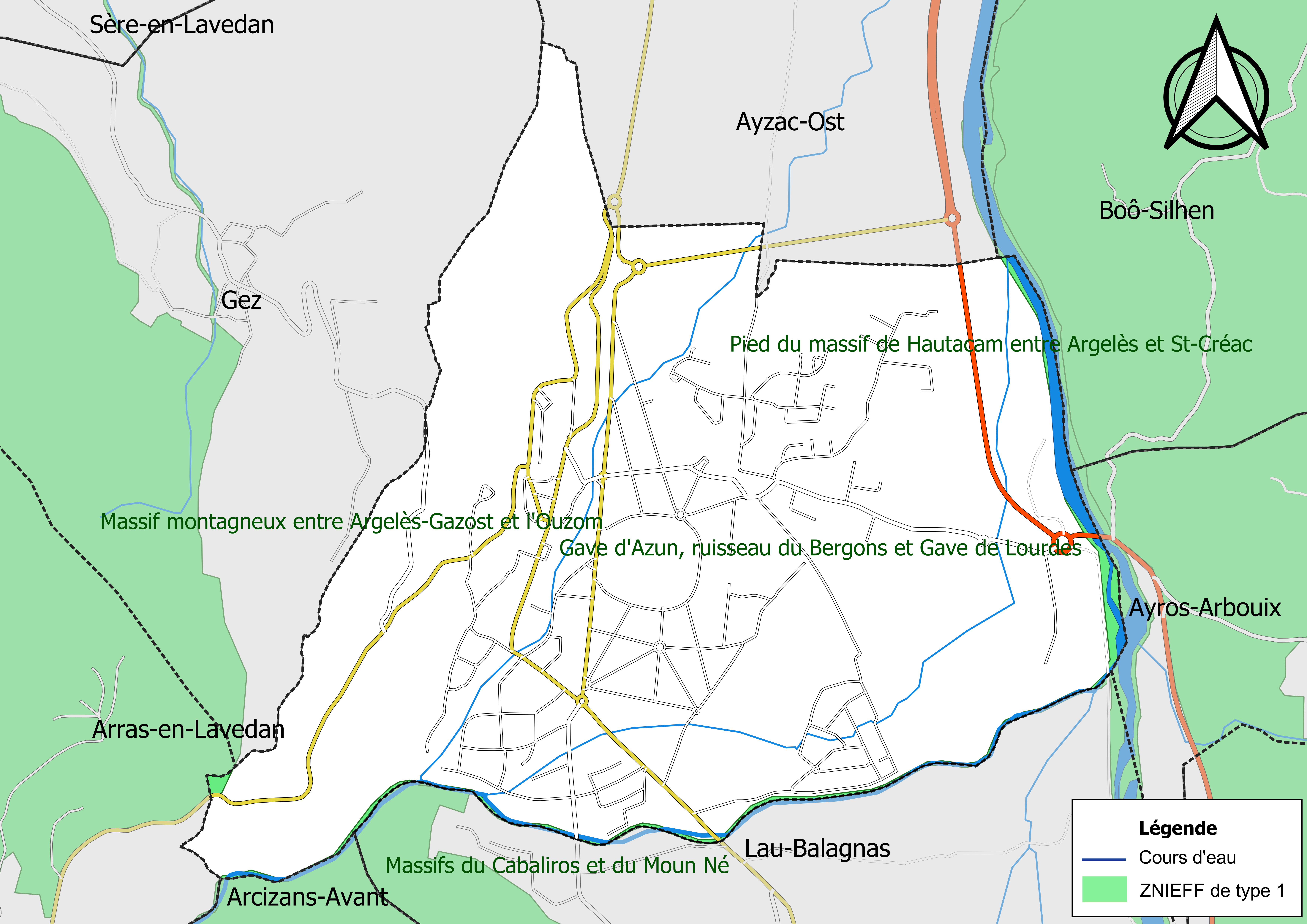
Carte des ZNIEFF de type 1 sur la commune.
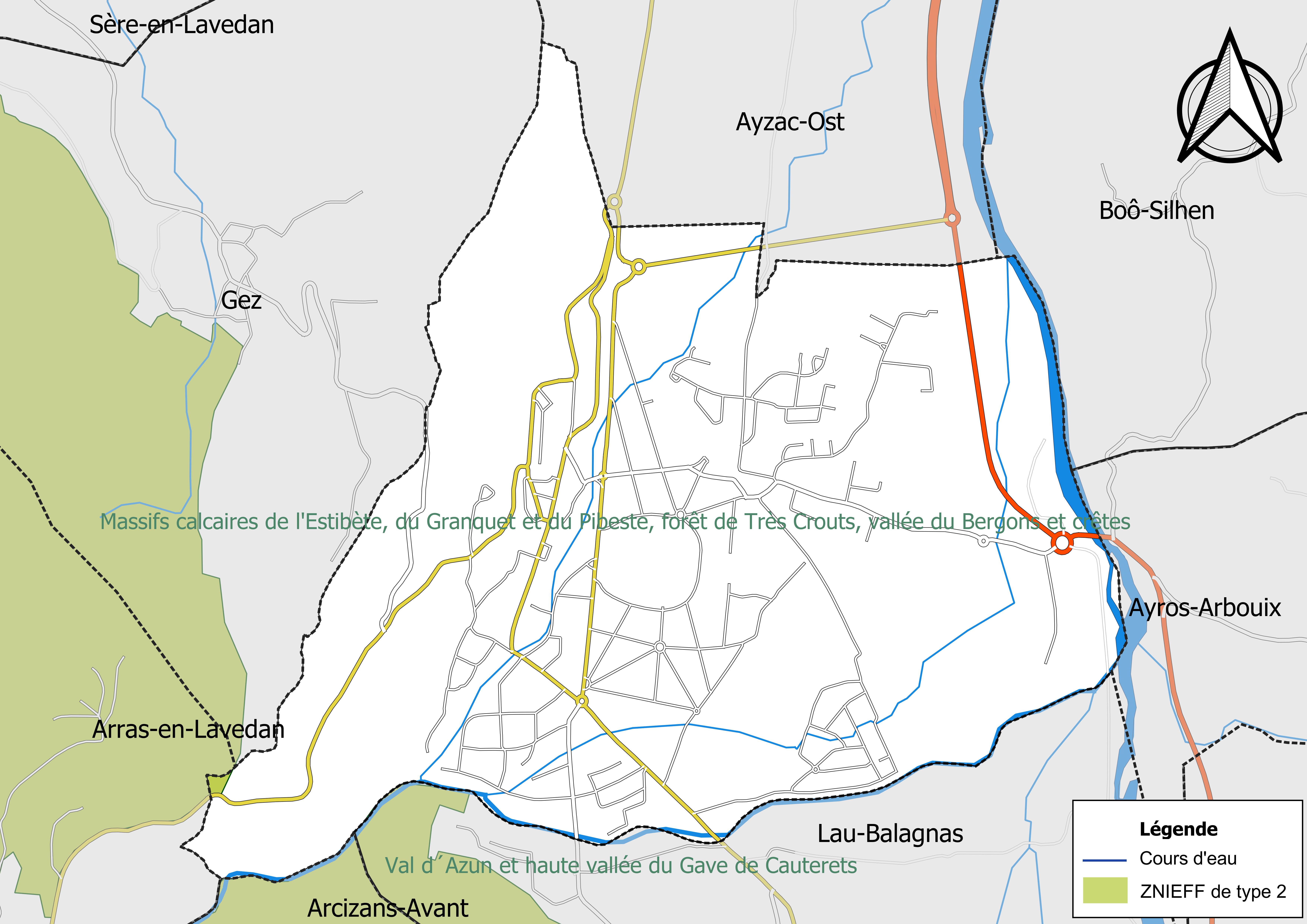
Carte de la ZNIEFF de type 2 sur la commune.

## Urbanisme

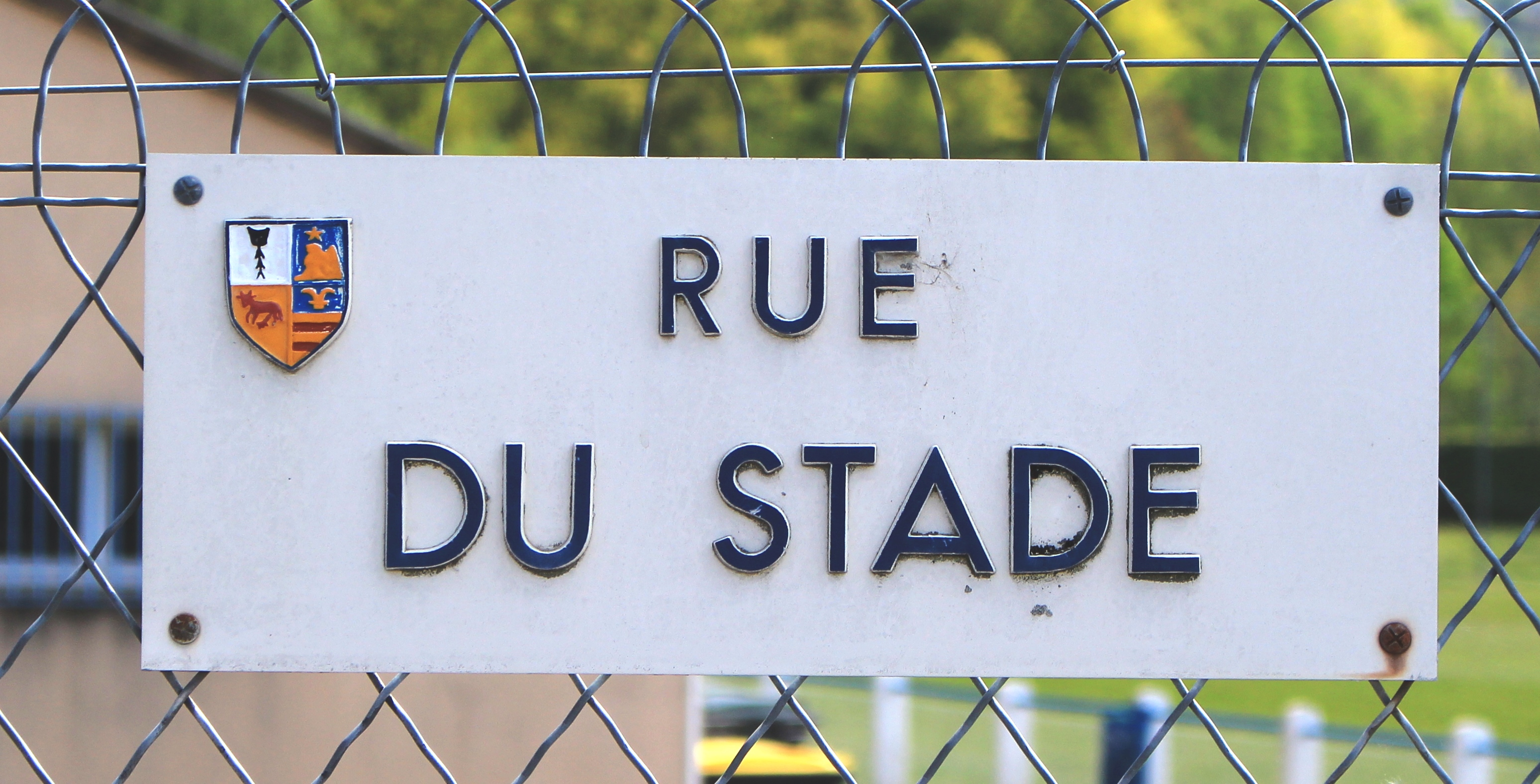
Rue du bourg.

### Typologie
Au 1er janvier 2024, Argelès-Gazost est catégorisée bourg rural, selon la nouvelle grille communale de densité à sept niveaux définie par l'Insee en 2022.
Elle appartient à l'unité urbaine d'Argelès-Gazost, une agglomération intra-départementale regroupant treize  communes, dont elle est ville-centre,,. Par ailleurs la commune fait partie de l'aire d'attraction d'Argelès-Gazost, dont elle est la commune-centre,. Cette aire, qui regroupe 19 communes, est catégorisée dans les aires de moins de 50 000 habitants,.

### Occupation des sols
L'occupation des sols de la commune, telle qu'elle ressort de la base de données européenne d’occupation biophysique des sols Corine Land Cover (CLC), est marquée par l'importance des territoires artificialisés (61,7 % en 2018), en augmentation par rapport à 1990 (55,6 %). La répartition détaillée en 2018 est la suivante : 
zones urbanisées (52,6 %), zones agricoles hétérogènes (18 %), forêts (10,8 %), zones industrielles ou commerciales et réseaux de communication (9 %), terres arables (6,4 %), prairies (3,2 %).
L'IGN met par ailleurs à disposition un outil en ligne permettant de comparer l’évolution dans le temps de l’occupation des sols de la commune (ou de territoires à des échelles différentes). Plusieurs époques sont accessibles sous forme de cartes ou photos aériennes : la carte de Cassini (XVIIIe siècle), la carte d'état-major (1820-1866) et la période actuelle (1950 à aujourd'hui).

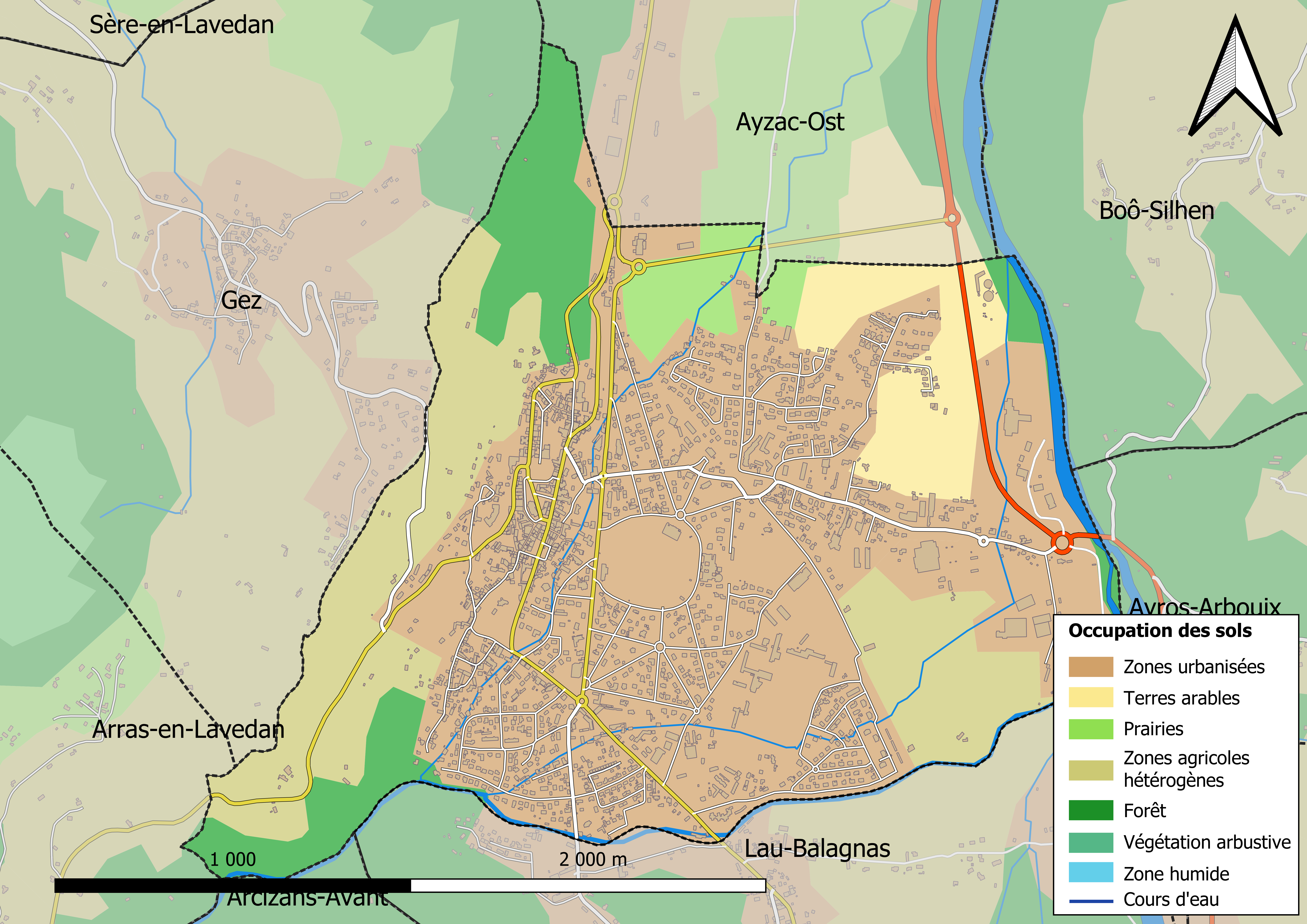
Carte des infrastructures et de l'occupation des sols en 2018 (CLC) de la commune.
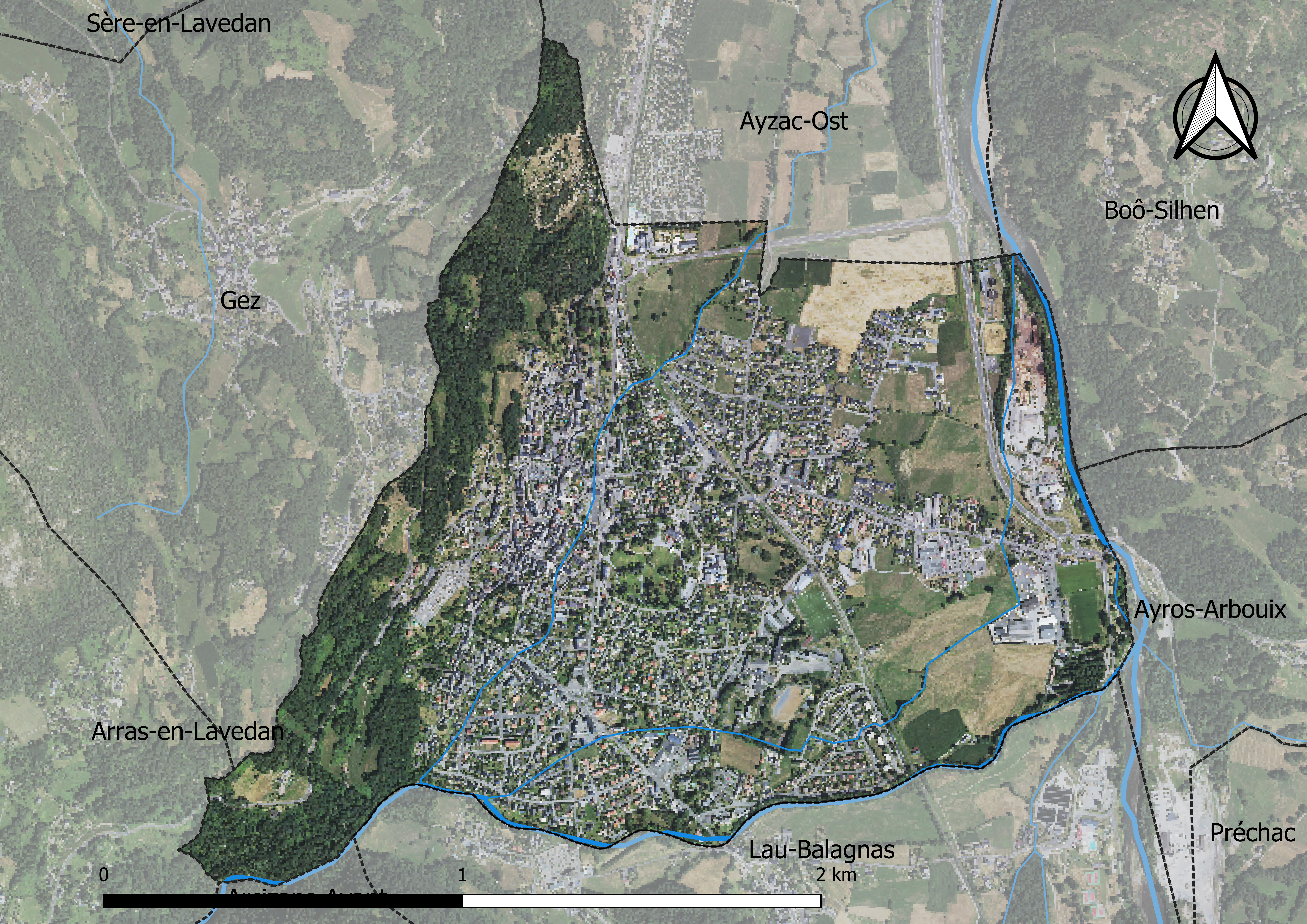
Carte orthophotogrammétrique de la commune.

### Voies de communication et transports

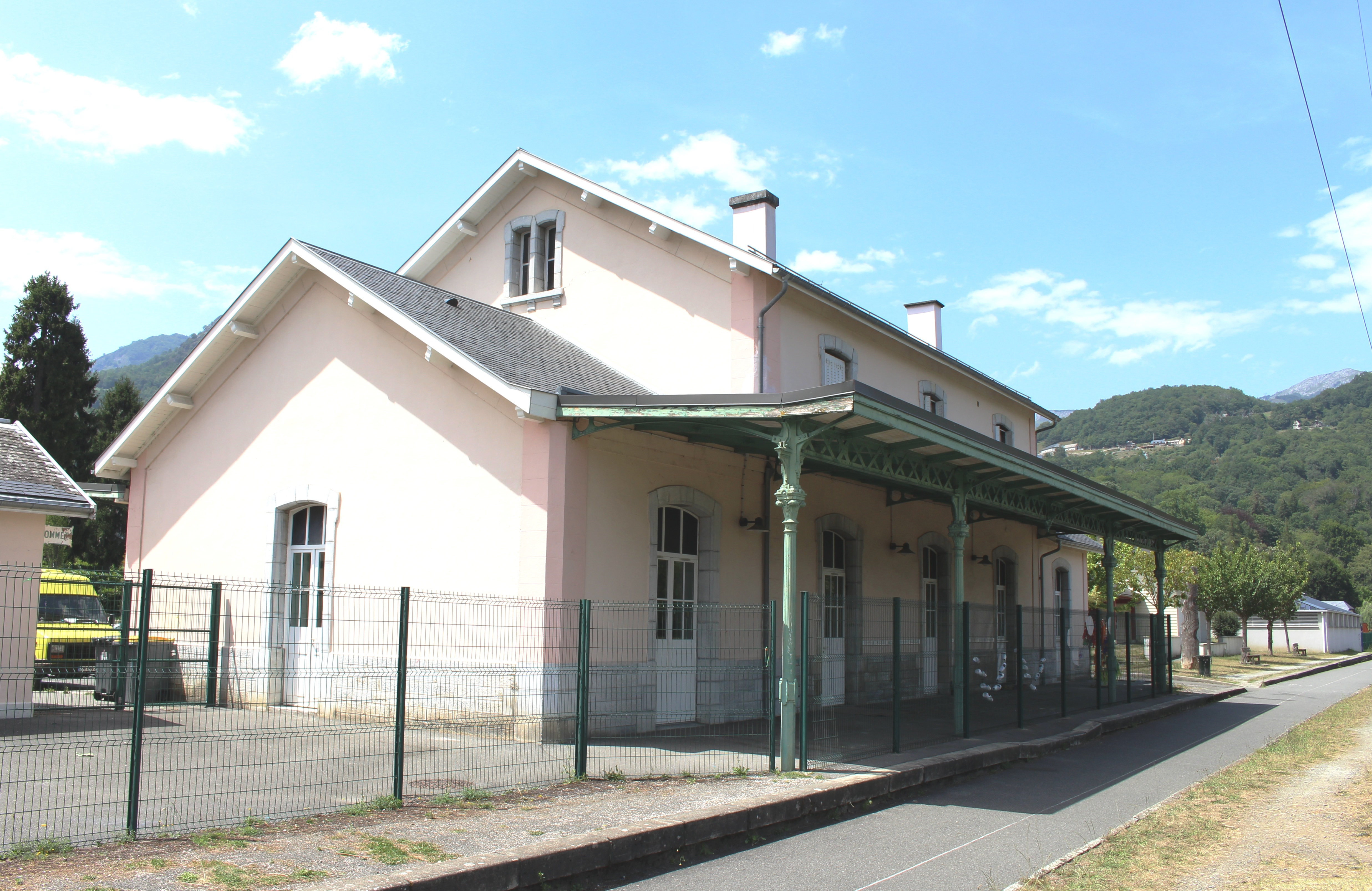
La gare d'Argelès-Gazost en 2021.

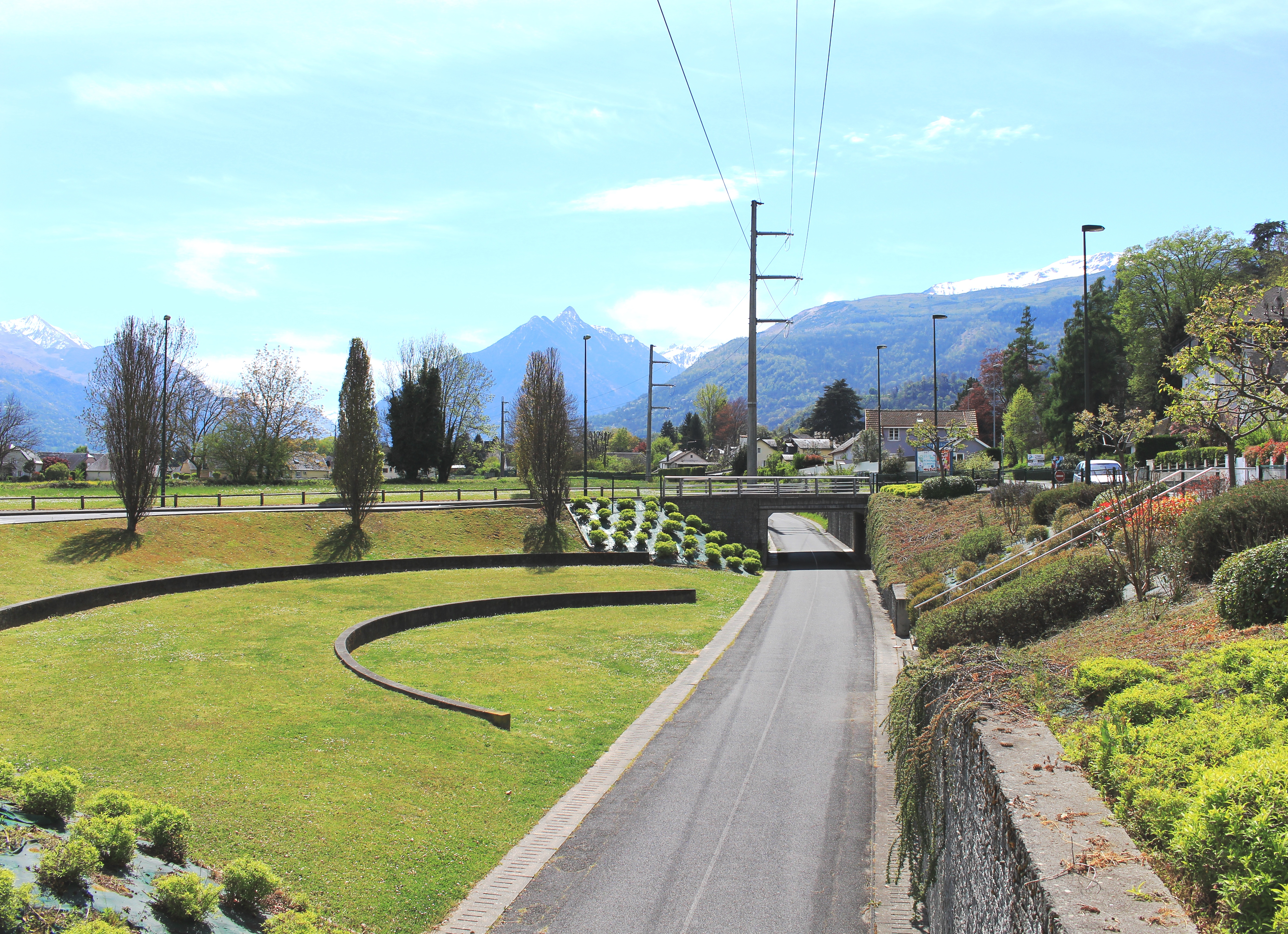
La voie verte des Gaves à Argelès-Gazost.

La commune est desservie par les routes départementales (RD) 100, 102, 821 et 921B (l'ancienne route nationale 21). La RD 918 permet également d'y accéder depuis les Pyrénées-Atlantiques via le col du Soulor et le col d'Aubisque.
La mise en voie rapide de la RD 821 entre Argelès-Gazost et Tarbes via Lourdes tend à dynamiser l'économie de la vallée et faciliter l'accès des visiteurs aux stations de sports d'hiver.
Il n'y a plus de dessertes ferroviaires mais deux lignes de bus permettent d'accéder à Lourdes, Cauterets, Barèges et Gavarnie.
La voie verte des Gaves à repris le tracé de l'ancienne ligne de Lourdes à Pierrefitte-Nestalas.

### Risques majeurs

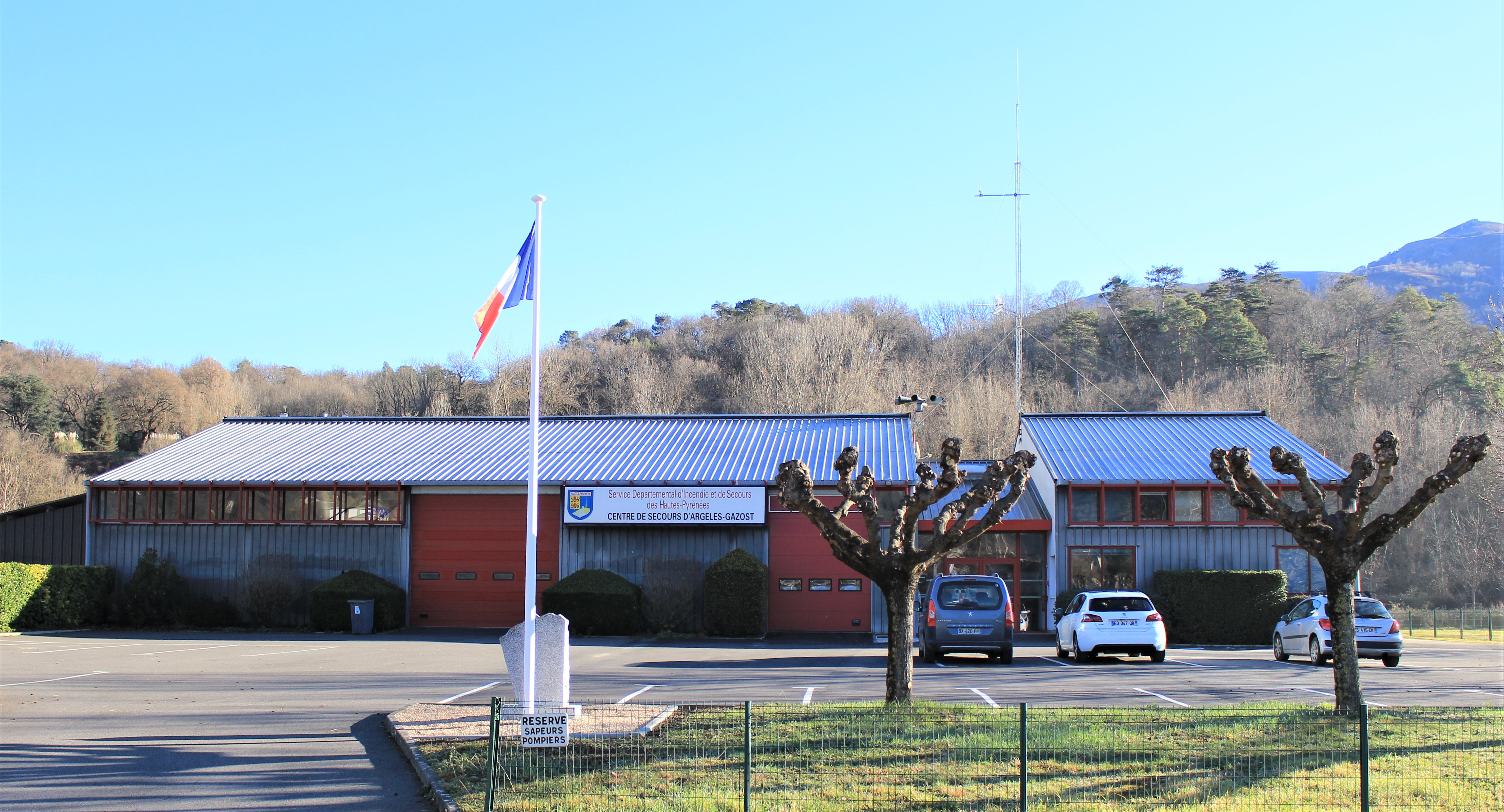
Le centre de secours.

Le territoire de la commune d'Argelès-Gazost est vulnérable à différents aléas naturels : météorologiques (tempête, orage, neige, grand froid, canicule ou sécheresse), inondations, feux de forêts, mouvements de terrains et séisme (sismicité moyenne). Il est également exposé à un risque technologique, le transport de matières dangereuses, et à un risque particulier : le risque de radon. Un site publié par le BRGM permet d'évaluer simplement et rapidement les risques d'un bien localisé soit par son adresse soit par le numéro de sa parcelle.

#### Risques naturels
Certaines parties du territoire communal sont susceptibles d’être affectées par le risque d’inondation par débordement de cours d'eau, notamment le gave de Pau et le gave d'Azun. La cartographie des zones inondables en ex-Midi-Pyrénées réalisée dans le cadre du XIe Contrat de plan État-région, visant à informer les citoyens et les décideurs sur le risque d’inondation, est accessible sur le site de la DREAL Occitanie. La commune a été reconnue en état de catastrophe naturelle au titre des dommages causés par les inondations et coulées de boue survenues en 1982, 1999, 2009, 2012, 2013 et 2021,.
Argelès-Gazost est exposée au risque de feu de forêt. Un plan départemental de protection des forêts contre les incendies a été approuvé par arrêté préfectoral le 21 avril 2020 pour la période 2020-2029. Le précédent couvrait la période 2007-2017. L’emploi du feu est régi par deux types de réglementations. D’abord le code forestier et l’arrêté préfectoral du 27 octobre 2014, qui réglementent l’emploi du feu à moins de 200 m des espaces naturels combustibles sur l’ensemble du département. Ensuite celle établie dans le cadre de la lutte contre la pollution de l’air, qui interdit le brûlage des déchets verts des particuliers. L’écobuage est quant à lui réglementé dans le cadre de commissions locales d’écobuage (CLE)

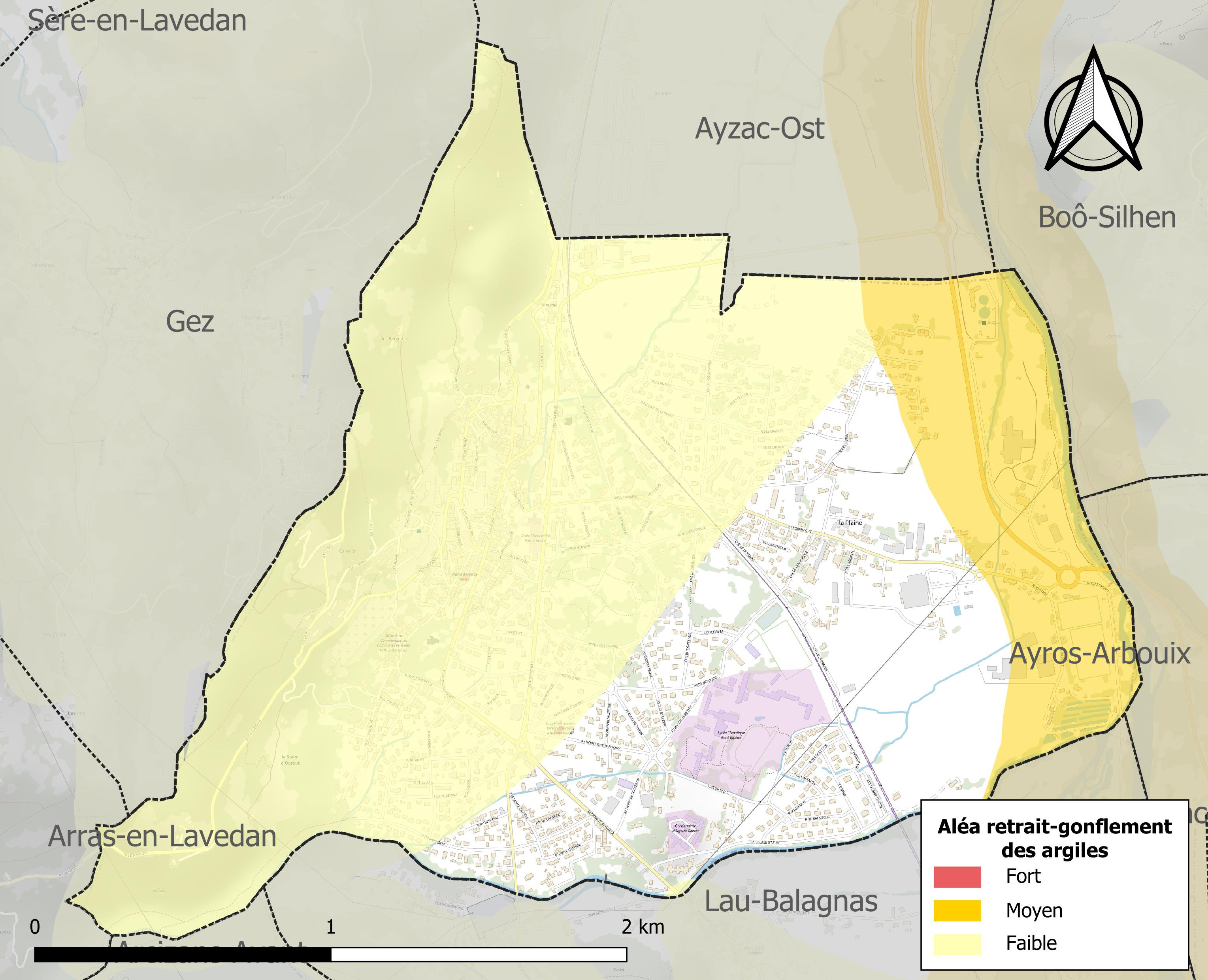
Carte des zones d'aléa retrait-gonflement des sols argileux d'Argelès-Gazost.

Les mouvements de terrains susceptibles de se produire sur la commune sont des mouvements de sols liés à la présence d'argile et des tassements différentiels.
Le retrait-gonflement des sols argileux est susceptible d'engendrer des dommages importants aux bâtiments en cas d’alternance de périodes de sécheresse et de pluie. 13,4 % de la superficie communale est en aléa moyen ou fort (44,5 % au niveau départemental et 48,5 % au niveau national). Sur les 938 bâtiments dénombrés sur la commune en 2019, 22 sont en aléa moyen ou fort, soit 2 %, à comparer aux 75 % au niveau départemental et 54 % au niveau national. Une cartographie de l'exposition du territoire national au retrait gonflement des sols argileux est disponible sur le site du BRGM,.
Par ailleurs, afin de mieux appréhender le risque d’affaissement de terrain, l'inventaire national des cavités souterraines permet de localiser celles situées sur la commune.
Concernant les mouvements de terrains, la commune a été reconnue en état de catastrophe naturelle au titre des dommages causés par des mouvements de terrain en 1999 et 2013.

#### Risque technologique
Le risque de transport de matières dangereuses sur la commune est lié à sa traversée par une route à fort trafic et une canalisation de transport d'hydrocarbures. Un accident se produisant sur de telles infrastructures est susceptible d’avoir des effets graves sur les biens, les personnes ou l'environnement, selon la nature du matériau transporté. Des dispositions d’urbanisme peuvent être préconisées en conséquence.

#### Risque particulier
Dans plusieurs parties du territoire national, le radon, accumulé dans certains logements ou autres locaux, peut constituer une source significative d’exposition de la population aux rayonnements ionisants. Certaines communes du département sont concernées par le risque radon à un niveau plus ou moins élevé. Selon la classification de 2018, la commune d'Argelès-Gazost est classée en zone 2, à savoir zone à potentiel radon faible mais sur lesquelles des facteurs géologiques particuliers peuvent faciliter le transfert du radon vers les bâtiments.

## Toponymie

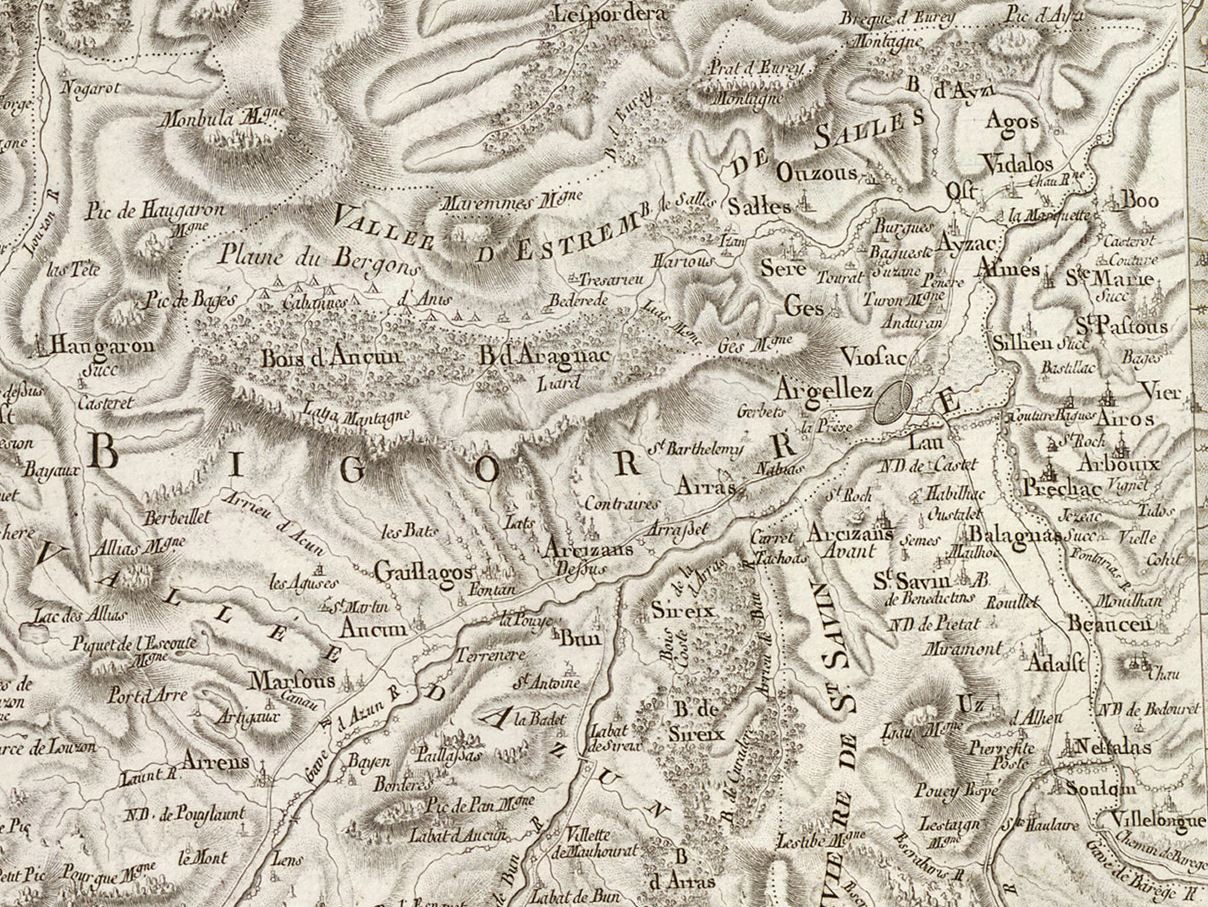
Extrait de la carte de Cassini (entre 1756 et 1789) situant Argelès-Gazost.

On trouvera les principales informations dans le Dictionnaire toponymique des communes des Hautes-Pyrénées de Michel Grosclaude et Jean-François Le Nail qui rapporte les dénominations historiques du village :
Dénominations historiques :
- Argelers (1285, montre Bigorre) ;
- de Arzileriis, latin (1292, procès Bigorre) ;
- Argelees (1313, livre vert de Bénac) ;
- Argeles (1429, censier de Bigorre) ;
- Argellés en Lavedan (1753, registres paroissiaux) ;
- Argellez (fin XVIIIe siècle, carte de Cassini) ;
- prend le nom d'Argelès-Gazost en 1896.

Étymologie : du gascon argelèrs (= argileux, sous-entendu : terrains) ; du latin argilla + suffixe arium (au pluriel).
Nom occitan : Argelèrs.

## Histoire

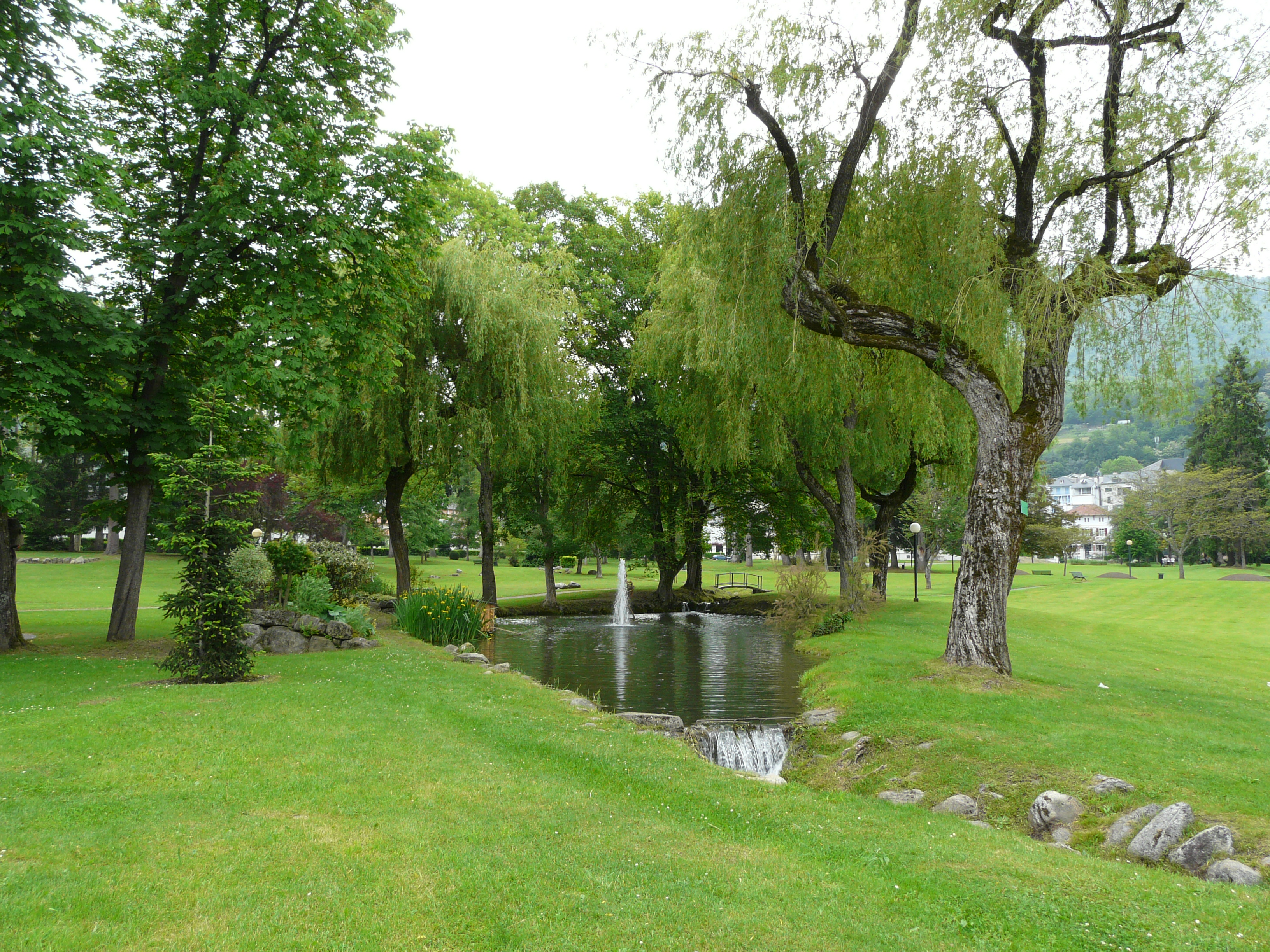
Le parc thermal.

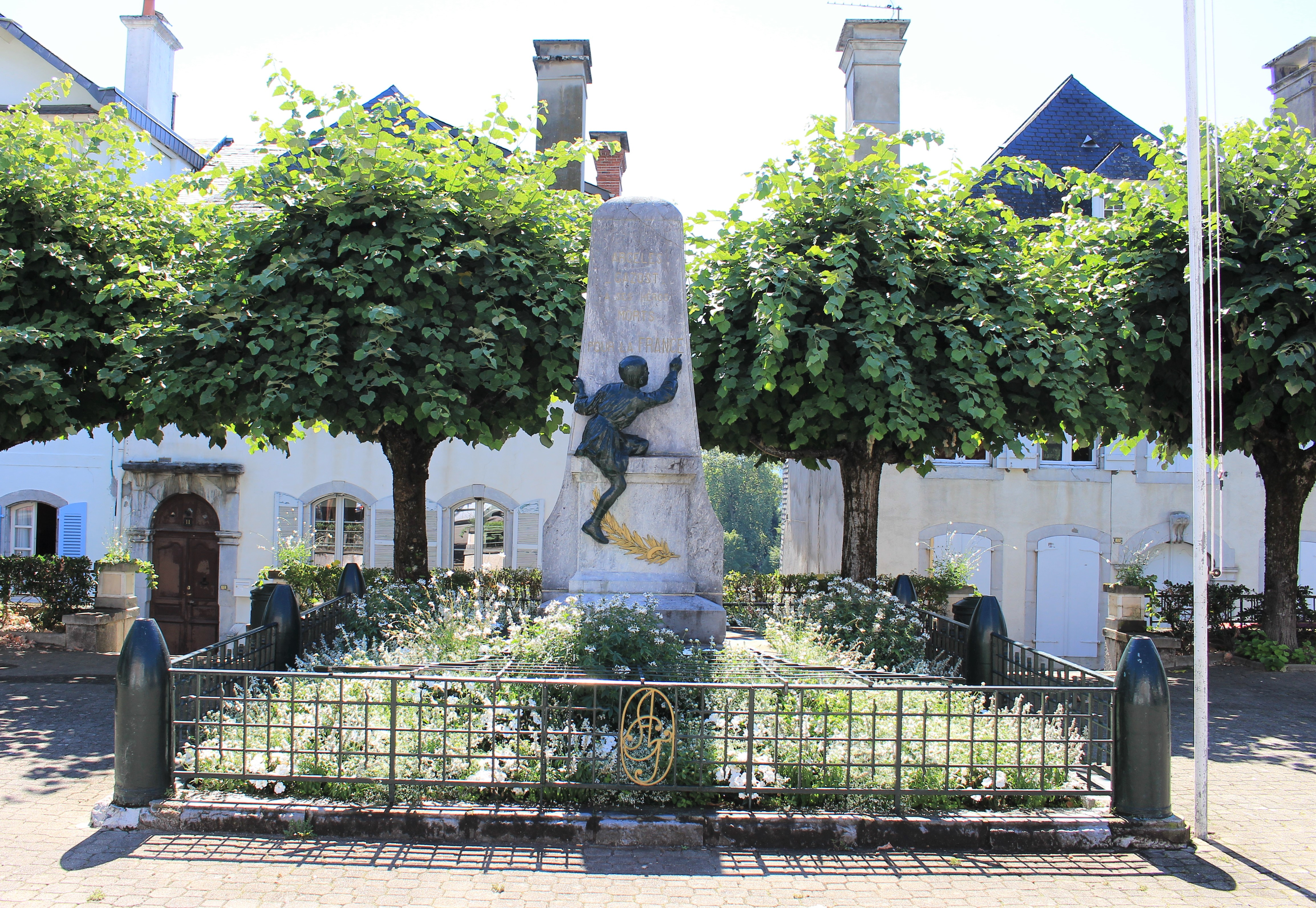
Le monument aux morts.

Aujourd'hui principal carrefour du Lavedan, la commune construite en amphithéâtre sur la terrasse surplombe le gave de Pau, ses vieux quartiers ayant englobé les anciens villages d'Ourout et de Vieuzac ; desservie dès 1870 par le chemin de fer, Argelès connaîtra une période dorée à la fin du XIXe siècle.
Le casino et le parc à l'anglaise de 20 hectares témoignent de cette opulente époque. Séduits par son microclimat et la littérature pyrénéniste en plein essor, les curistes n'hésitèrent pas à faire construire de grandes villas. Ils suscitèrent même des activités faisant du village une sorte de Pau en modèle réduit.
La Première Guerre mondiale mit un terme brutal à ces fastes. C'est une station thermale fréquentée. Aujourd'hui, les curistes viennent soigner leurs maladies veineuses et pulmonaires. Parmi les nombreuses balades partant du centre, celle du saut du Procureur rappelle une ancienne histoire de fraude fiscale : le procureur du comte de Bigorre, réputé pour mettre une partie des impôts dans sa poche, fut précipité dans le ravin avec ses soldats par des contribuables excédés.
En 1940, le groupement 38 « Mermoz » des Chantiers de la jeunesse s'est implanté dans la commune et ses environs avant d'être déplacé, en mars 1943, en Dordogne.

## Politique et administration

### Intercommunalité
Argelès-Gazost fait partie de la communauté de communes de la Vallée d'Argelès-Gazost, créée en décembre 1996, qui réunit seize communes.

### Liste des maires

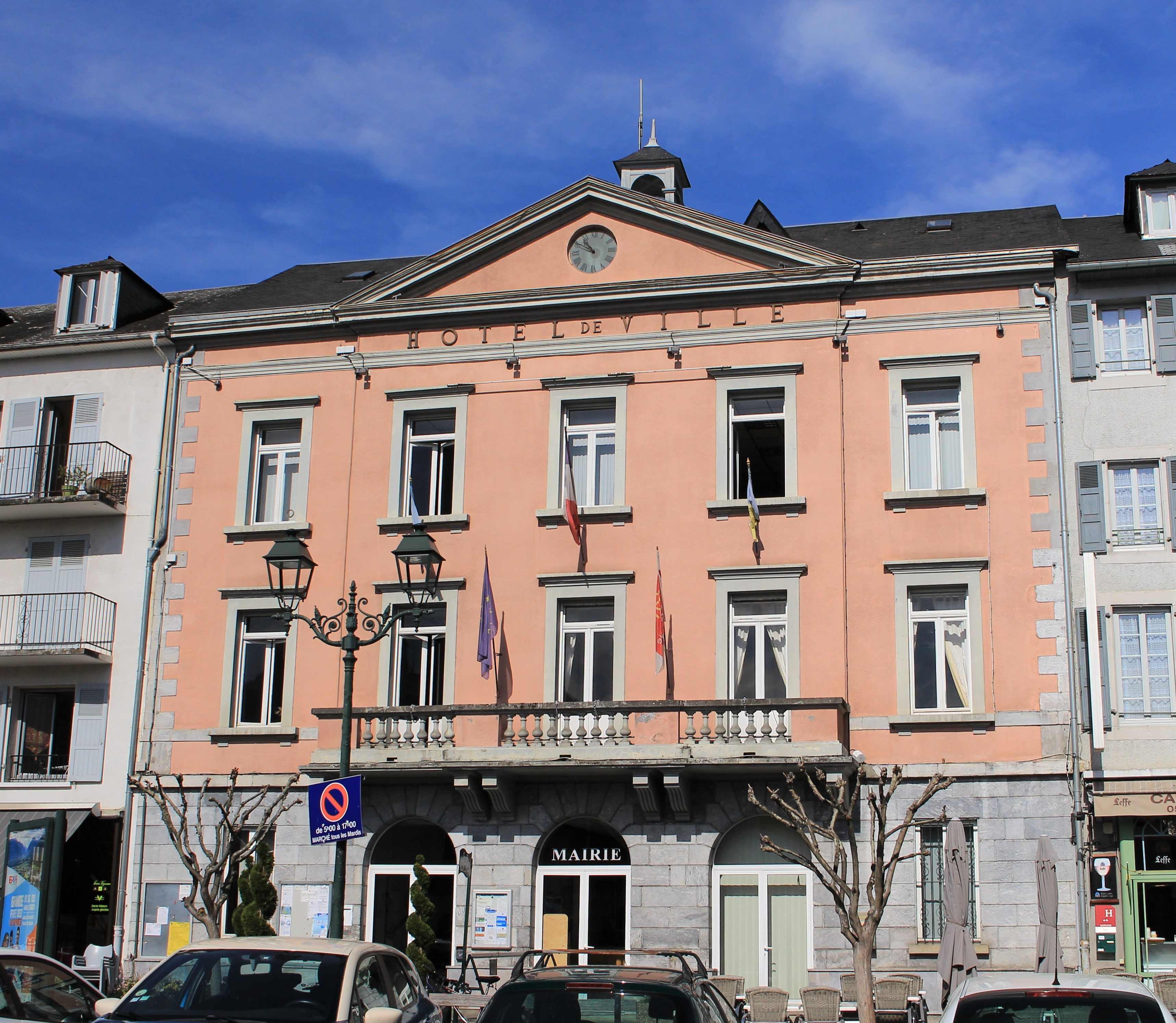
La mairie en 2023.

| Période                                  | Période                      | Identité            | Étiquette | Qualité                                                                     |
| ---------------------------------------- | ---------------------------- | ------------------- | --------- | --------------------------------------------------------------------------- |
| Les données manquantes sont à compléter. |                              |                     |           |                                                                             |
|                                          |                              |                     |           |                                                                             |
| février 1961                             | mars 1971                    | Pierre Pérus        | CNIP      | Médecin Conseiller général du canton d'Argelès-Gazost (1949-1982)           |
| mars 1971                                | mars 1989                    | Maurice Coiquil     | MRG       | Médecin Conseiller général du canton d'Argelès-Gazost (1982-1988)           |
| mars 1989                                | mars 2008                    | Robert Coll         | UDF       | Chef d'entreprise Conseiller général du canton d'Argelès-Gazost (1988-1994) |
| mars 2008                                | mars 2014                    | Francis Cazenavette | SE        |                                                                             |
| mars 2014                                | mars 2020                    | Dominique Roux      | SE        | Retraité                                                                    |
| mars 2020                                | En cours (au 6 juillet 2020) | Gaëlle Vallin       | SE        | Suppléante du député LREM Benoît Mournet                                    |

### Politique de développement durable
La commune a engagé une politique de développement durable en lançant une démarche d'Agenda 21 en 2008.

## Population et société

### Démographie

#### Démographie de Vieuzac
Créée en 1790, Vieuzac qui fut une commune indépendante jusqu'en 1824, est aujourd'hui un quartier limitrophe du centre-ville d'Argelès-Gazost.
| 1793 | 1800 | 1806 | 1821 |
| ---- | ---- | ---- | ---- |
| 289  | 270  | 293  | 332  |

#### Démographie d'Argelès puis d'Argelès-Gazost
Créée en 1790, la commune d'Argelès fusionne avec celle de Vieuzac en 1824. Elle ne prend le nom d'Argelès-Gazost qu'en 1896.
Argelès-Gazost est au cœur d'une des vallées les plus peuplées des Pyrénées (10 000 habitants environ), dont 5 000 avec les villages environnants.
Les habitants sont nommés les Argelésiens.
| 1793 | 1800 | 1806 | 1821 | 1831  | 1836  | 1841  | 1846  | 1851  |
| ---- | ---- | ---- | ---- | ----- | ----- | ----- | ----- | ----- |
| 775  | 713  | 831  | 878  | 1 357 | 1 420 | 1 589 | 1 684 | 1 662 |

| 1856  | 1861  | 1866  | 1872  | 1876  | 1881  | 1886  | 1891  | 1896  |
| ----- | ----- | ----- | ----- | ----- | ----- | ----- | ----- | ----- |
| 1 684 | 1 686 | 1 698 | 1 658 | 1 743 | 1 808 | 1 894 | 1 733 | 1 882 |

| 1901  | 1906  | 1911  | 1921  | 1926  | 1931  | 1936  | 1946  | 1954  |
| ----- | ----- | ----- | ----- | ----- | ----- | ----- | ----- | ----- |
| 1 836 | 1 737 | 1 739 | 1 632 | 1 669 | 1 719 | 2 019 | 2 317 | 2 556 |

| 1962  | 1968  | 1975  | 1982  | 1990  | 1999  | 2006  | 2007  | 2012  |
| ----- | ----- | ----- | ----- | ----- | ----- | ----- | ----- | ----- |
| 3 414 | 3 629 | 3 455 | 3 304 | 3 229 | 3 241 | 3 254 | 3 255 | 3 069 |

| 2017  | 2022  | - | - | - | - | - | - | - |
| ----- | ----- | - | - | - | - | - | - | - |
| 2 901 | 2 805 | - | - | - | - | - | - | - |

### Enseignement
L'éducation est assurée dans la commune d'Argelès-Gazost par les écoles maternelles et les écoles élémentaires, jusqu'au lycée et collège (ex-climatique, par référence aux vertus supposées du microclimat local) René-Billères, avec sa mosaïque de Gustave Singier.

Sélection de vues des écoles municipales en 2021.
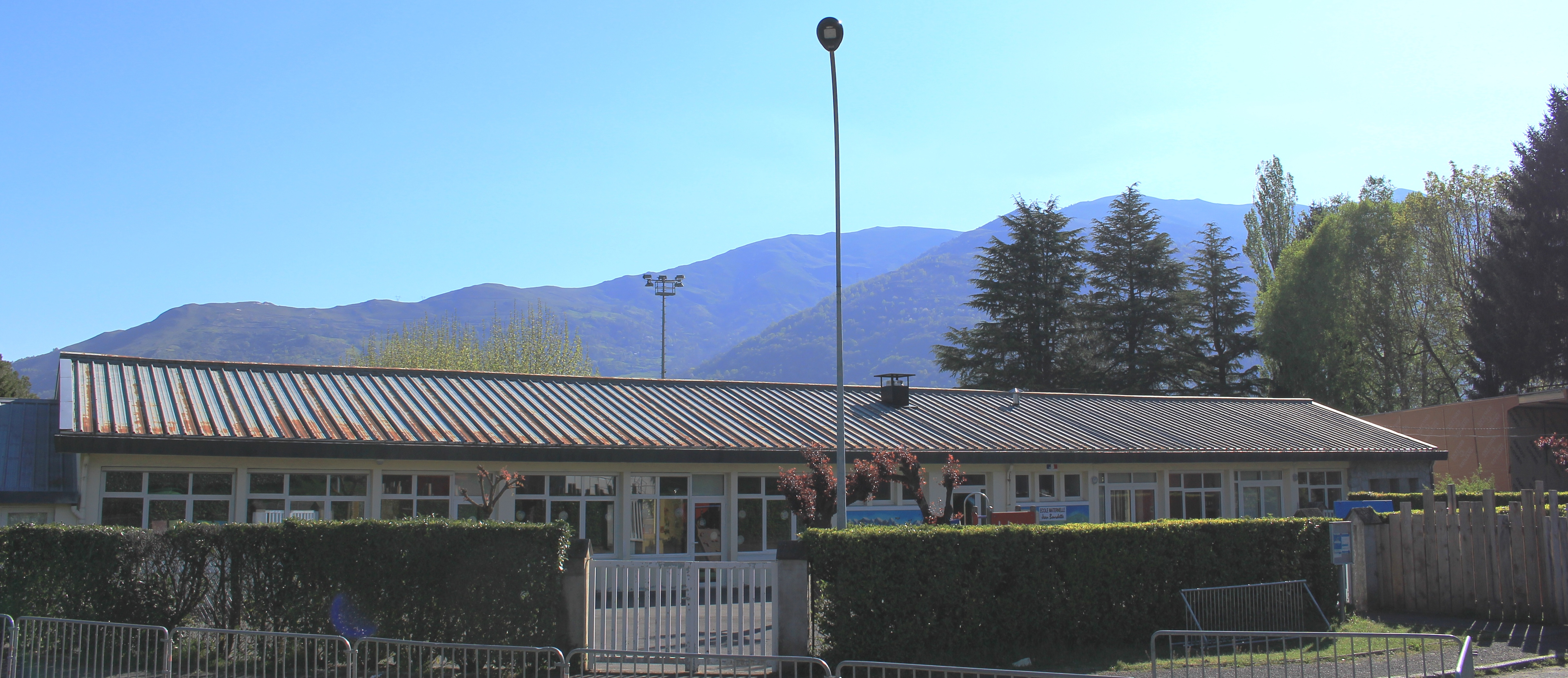
L'école maternelle.
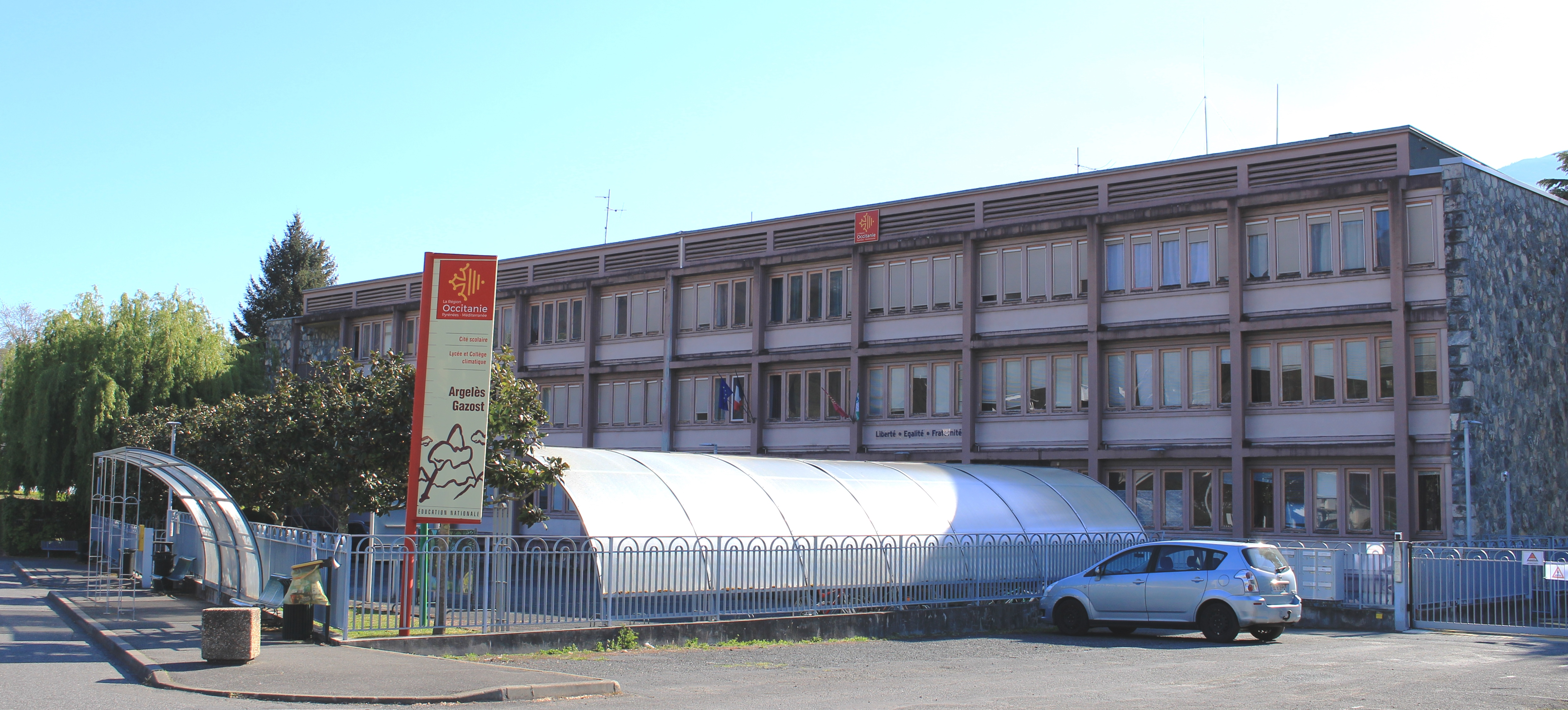
Le lycée René-Billères.

### Sports
Équipe de rugby à XV, l'« union sportive argelèsienne », vice-championne de France Honneur 2019, qui a évolué en championnat de France de 3e division fédérale.
Ski alpin, ski de fond, ville étape du Tour de France : Argelès-Gazost-Pampelune en 1996 et ville régulière de passage du Tour de France chaque année ou presque, la ville se situant au pied des cols de l'Aubisque, du Soulor, du Tourmalet et de la montée vers Hautacam.
L'ancienne voie ferrée reliant Lourdes à Cauterets (par Argelès) a été démontée pour faire place à une piste cyclable (la voie verte des Gaves), offrant aux utilisateurs de vélos, rollers, etc. un espace sécurisé pour pratiquer.
Le Jiu-jitsu brésilien y est pratiqué au Hautacam Jiu-Jitsu Club.

Sélection de vues des installations sportives municipales en 2021.
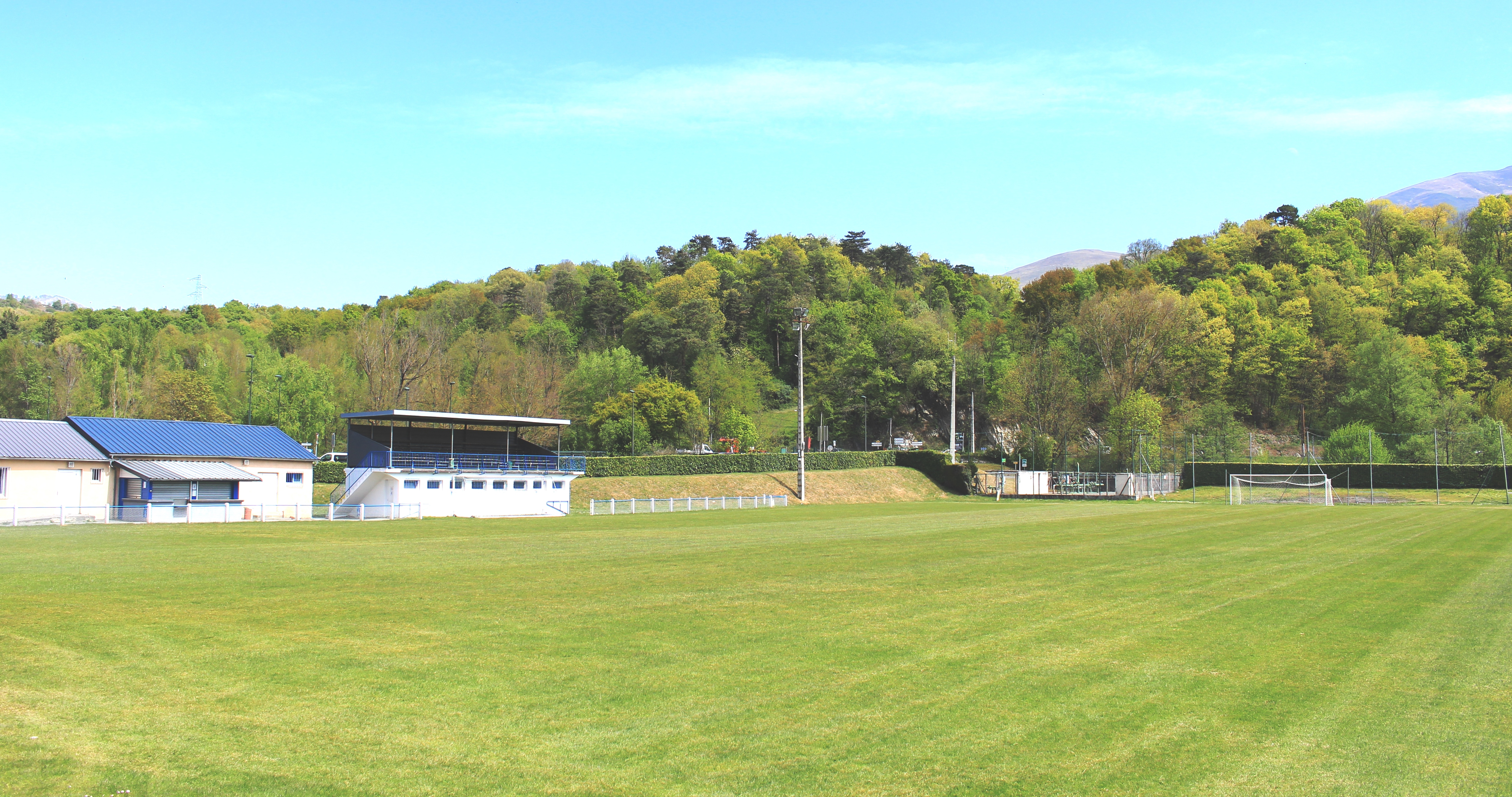
Le stade de football du Tilhos.
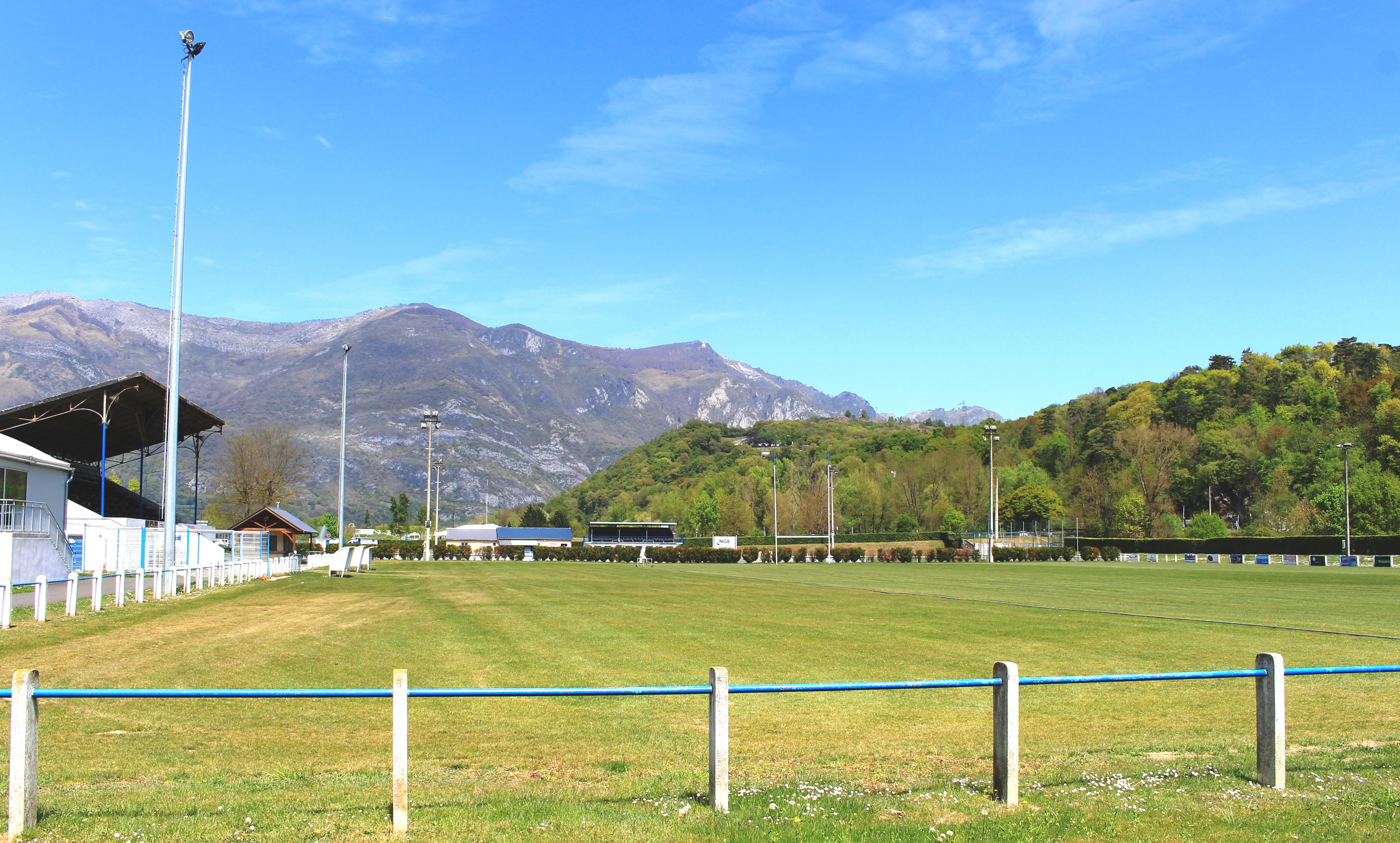
Le stade de rugby Jean Bégaries.
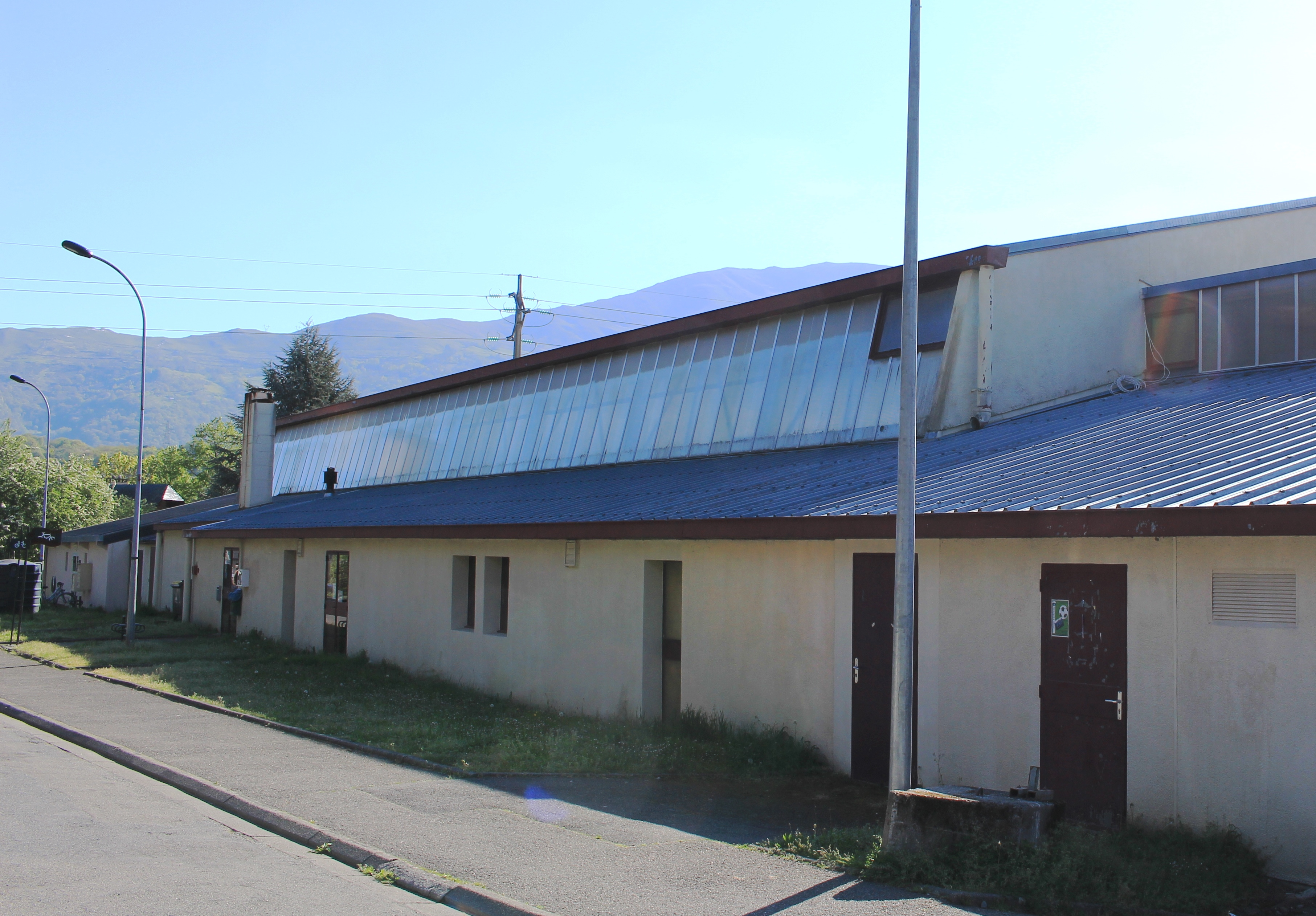
Le gymnase.

## Économie

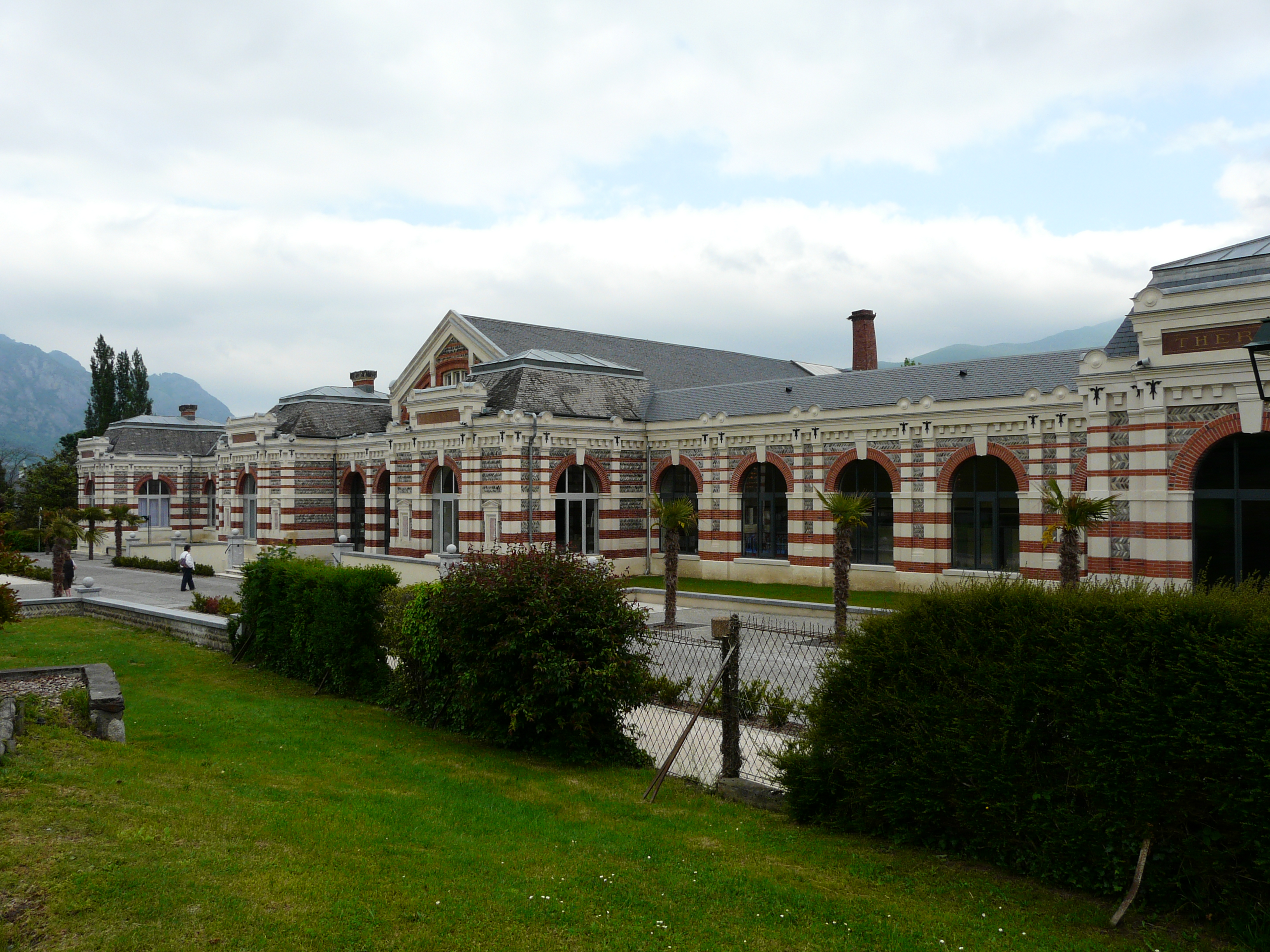
Les thermes.

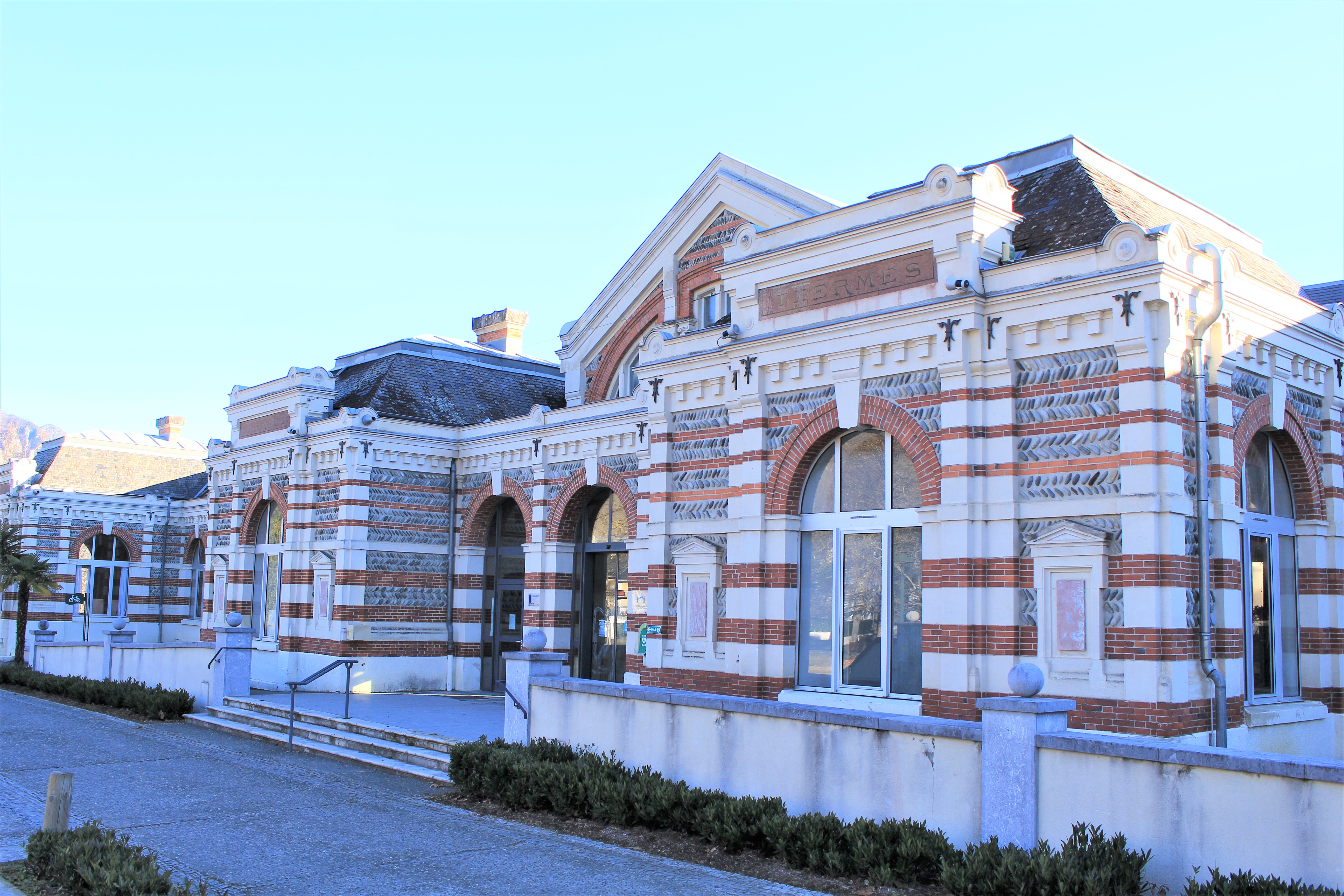
Les thermes en 2024.

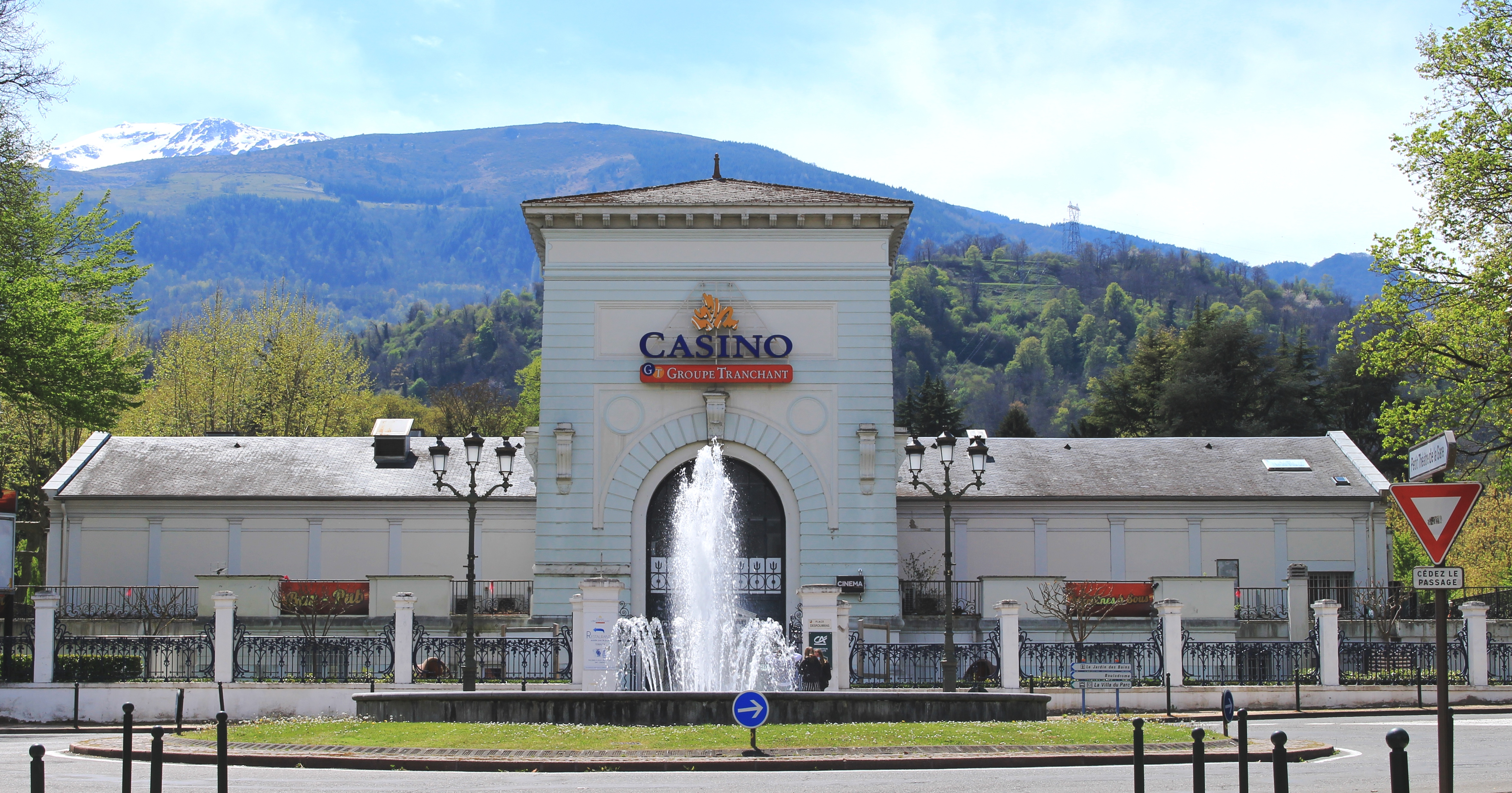
Le casino en 2021.

Les thermes ont adapté leurs installations aux profondes évolutions qui ont marqué le siècle écoulé. De nombreuses personnalités sont venues faire des cures, notamment François Mauriac de manière régulière dans les années 1910 et 1920 ; il en fera le décor de son roman Le Fleuve de feu paru en 1923.
Argelès-Gazost vit beaucoup du tourisme et des équipements et services qui lui sont associés. La ville sert du fait de sa position de « camp de base » pour un tourisme d'été et d'hiver.
Le marché se tient le mardi matin, de la place de l'Hôtel-de-Ville à la place du Foirail.

### Revenus
En 2018, la commune compte 1 551 ménages fiscaux, regroupant 2 836 personnes. La médiane du revenu disponible par unité de consommation est de 20 780 € (20 420 € dans le département). 46 % des ménages fiscaux sont imposés (44,4 % dans le département).

### Emploi
| Division       | 2008  | 2013  | 2018   |
| -------------- | ----- | ----- | ------ |
| Commune        | 8,2 % | 9,3 % | 11,2 % |
| Département    | 7,7 % | 9,4 % | 9,8 %  |
| France entière | 8,3 % | 10 %  | 10 %   |

En 2018, la population âgée de 15 à 64 ans s'élève à 1 536 personnes, parmi lesquelles on compte 76,3 % d'actifs (65,2 % ayant un emploi et 11,2 % de chômeurs) et 23,7 % d'inactifs,. En  2018, le taux de chômage communal (au sens du recensement) des 15-64 ans est supérieur à celui de la France et du département, alors qu'il était inférieur à celui de la France en 2008.
La commune est la commune-centre de l'aire d'attraction d'Argelès-Gazost,. Elle compte 1 651 emplois en 2018, contre 1 634 en 2013 et 1 560 en 2008. Le nombre d'actifs ayant un emploi résidant dans la commune est de 1 027, soit un indicateur de concentration d'emploi de 160,7 % et un taux d'activité parmi les 15 ans ou plus de 46,7 %.
Sur ces 1 027 actifs de 15 ans ou plus ayant un emploi, 522 travaillent dans la commune, soit 51 % des habitants. Pour se rendre au travail, 74,8 % des habitants utilisent un véhicule personnel ou de fonction à quatre roues, 2 % les transports en commun, 17 % s'y rendent en deux-roues, à vélo ou à pied et 6,2 % n'ont pas besoin de transport (travail au domicile).

## Culture locale et patrimoine

### Lieux et monuments
- L'église Saint-Saturnin construite dans la deuxième moitié du XIXe siècle.
- Le château d'Ourout, édifié au XVe – XVIe siècle, remanié au XIXe. Avec son parc et sa chapelle, il est inscrit au titre des monuments historiques depuis 1995[49].
- Tour du château de Vieuzac du XIVe siècle[50].
- Tour Mendaigne du XVIIIe siècle.
- Lavoirs.
- Le Monument aux morts municipal œuvre de Martial Caumont.
- Le lycée climatique René Billères, bâti en 1955 par l'architecte André Remondet, présente des œuvres d'artistes contemporains (mosaïques de Gustave Singier, peinture d'Alfred Manessier, sculptures d'Étienne Hajdu). Il est inscrit au titre des monuments historiques depuis 2008[51].

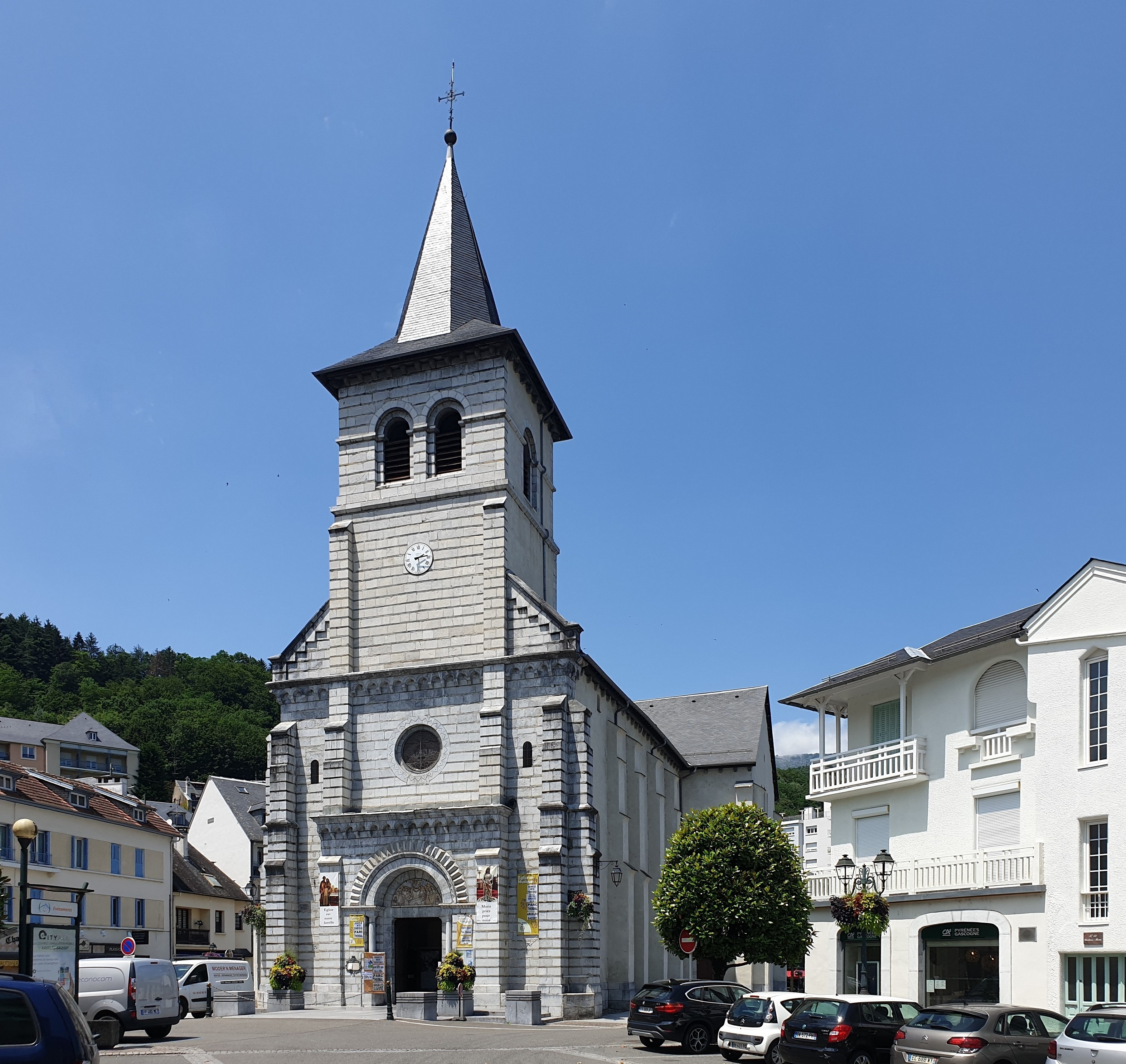
L'église Saint-Saturnin.
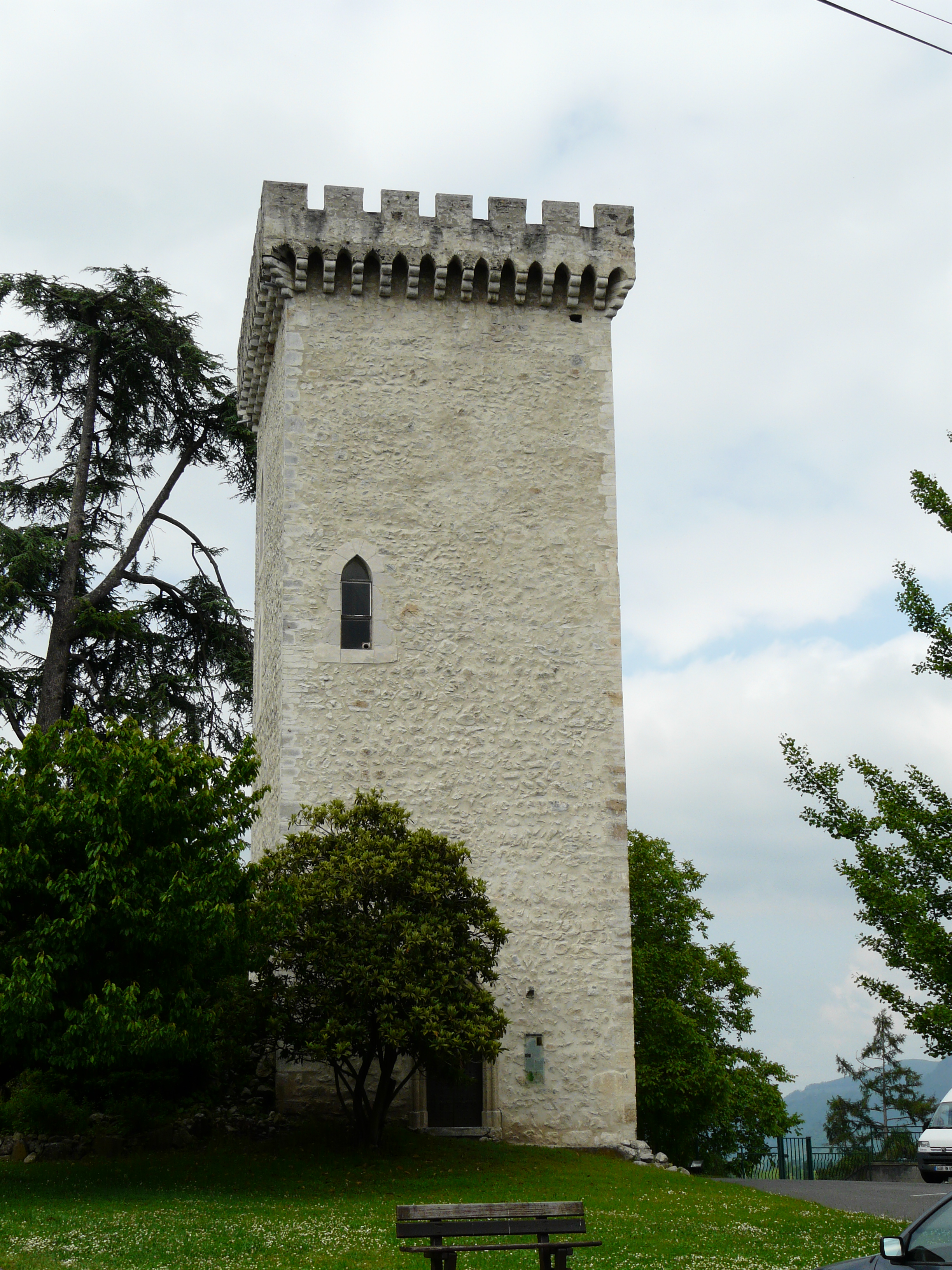
La tour de Vieuzac.
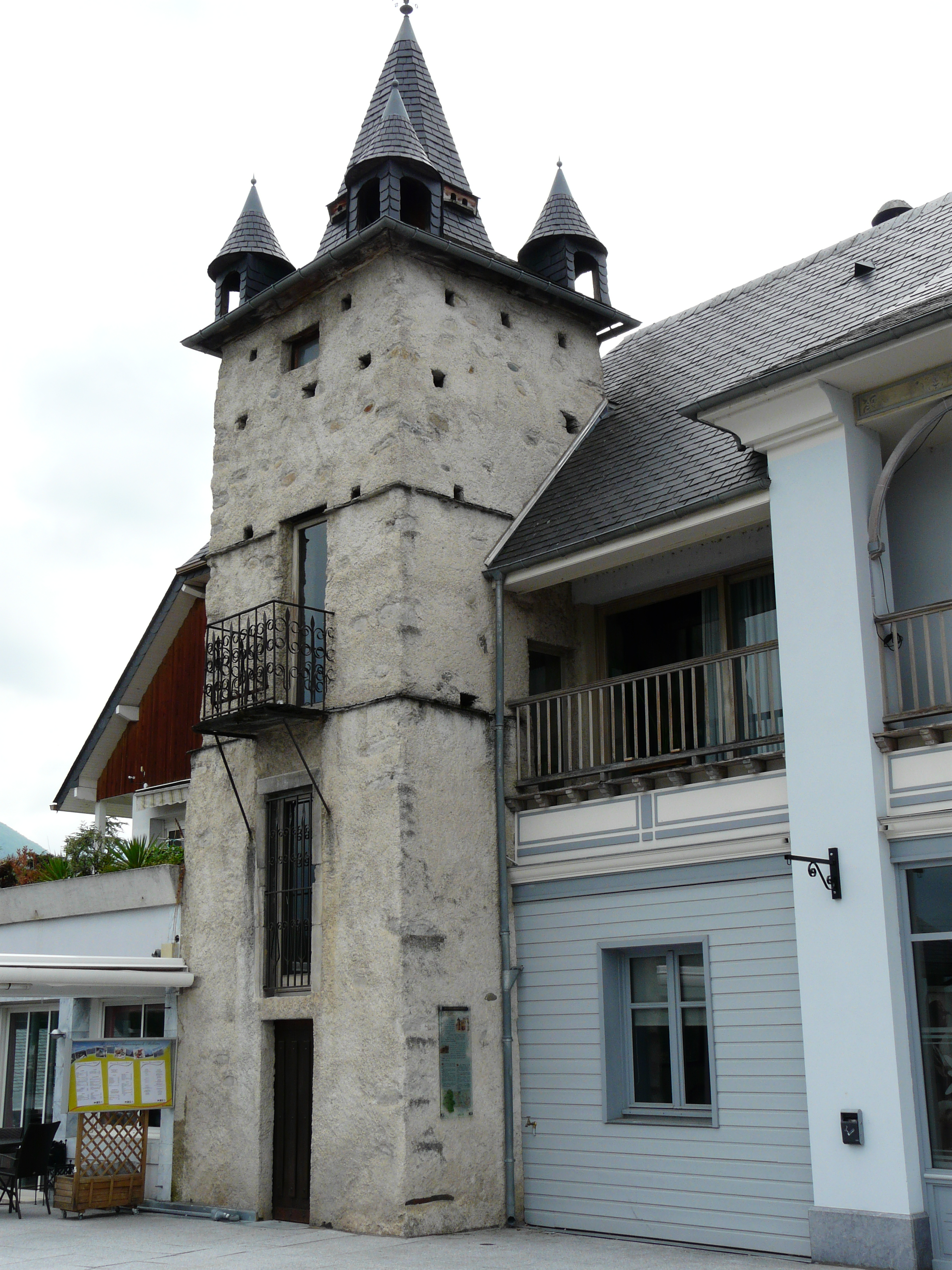
La tour Mendaigne.
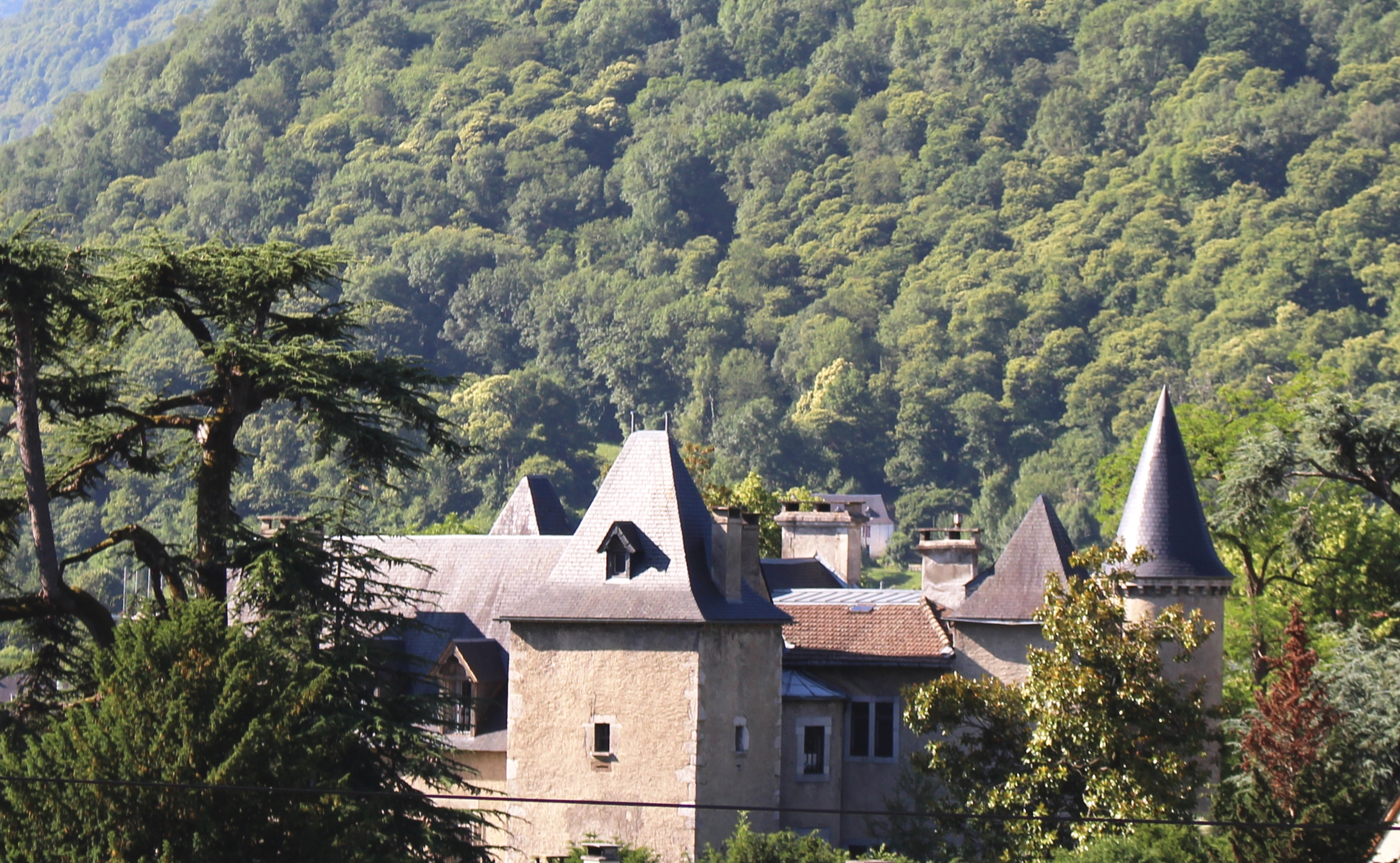
Le château d'Ourout.

Sélection de vues des lavoirs en 2017.
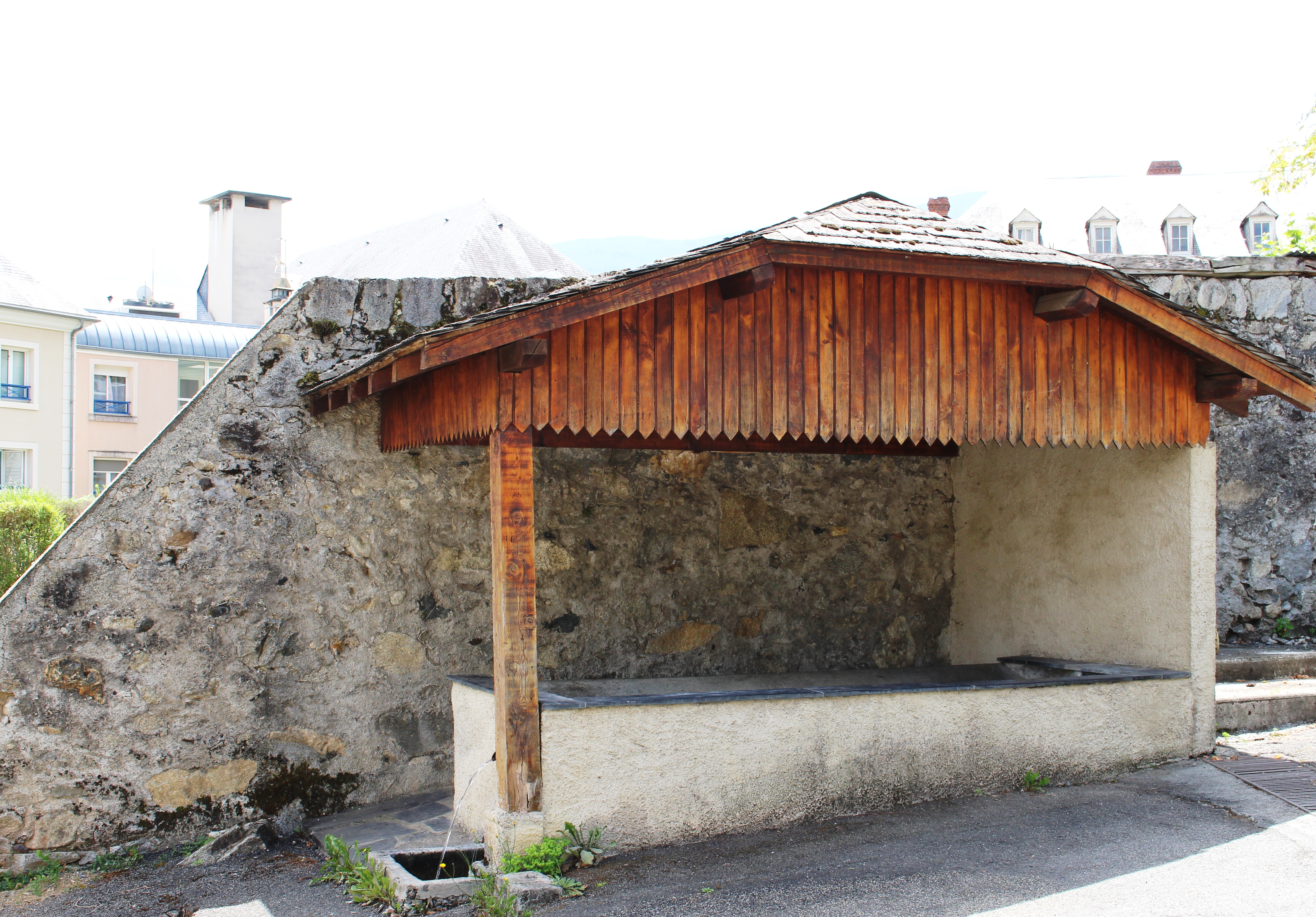
Le lavoir de Vieuzac.
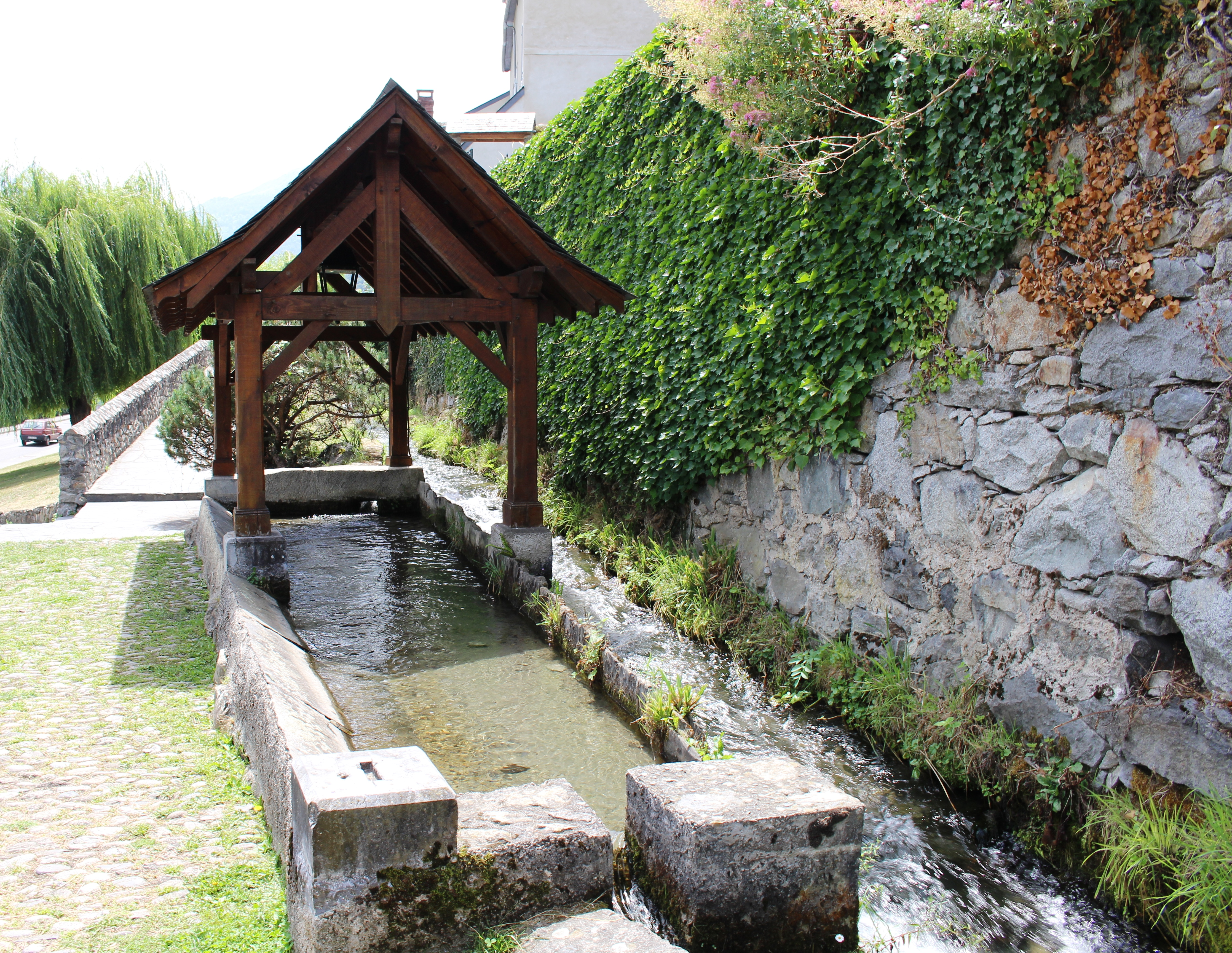
Le lavoir d'Argelès-Gazost.

### Culture et loisirs

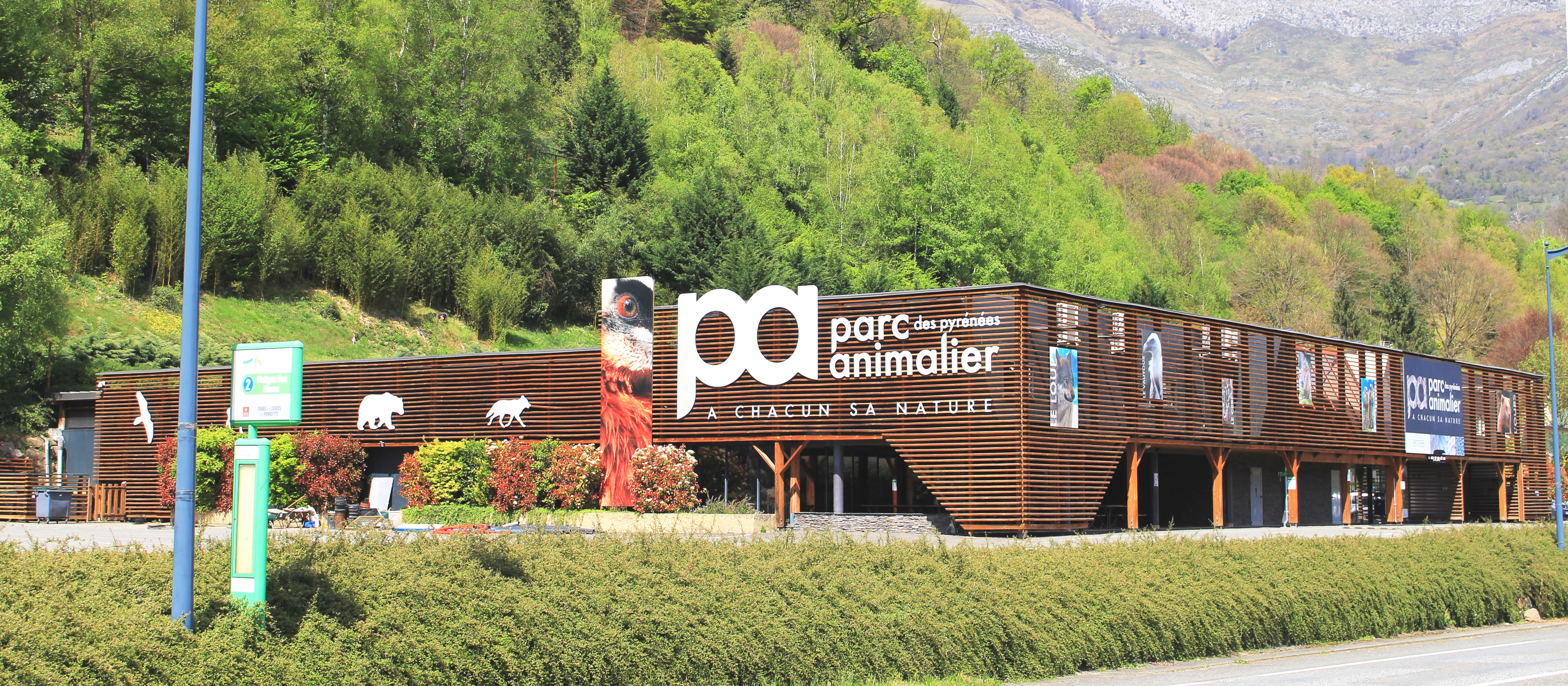
Le parc animalier des Pyrénées en 2021.

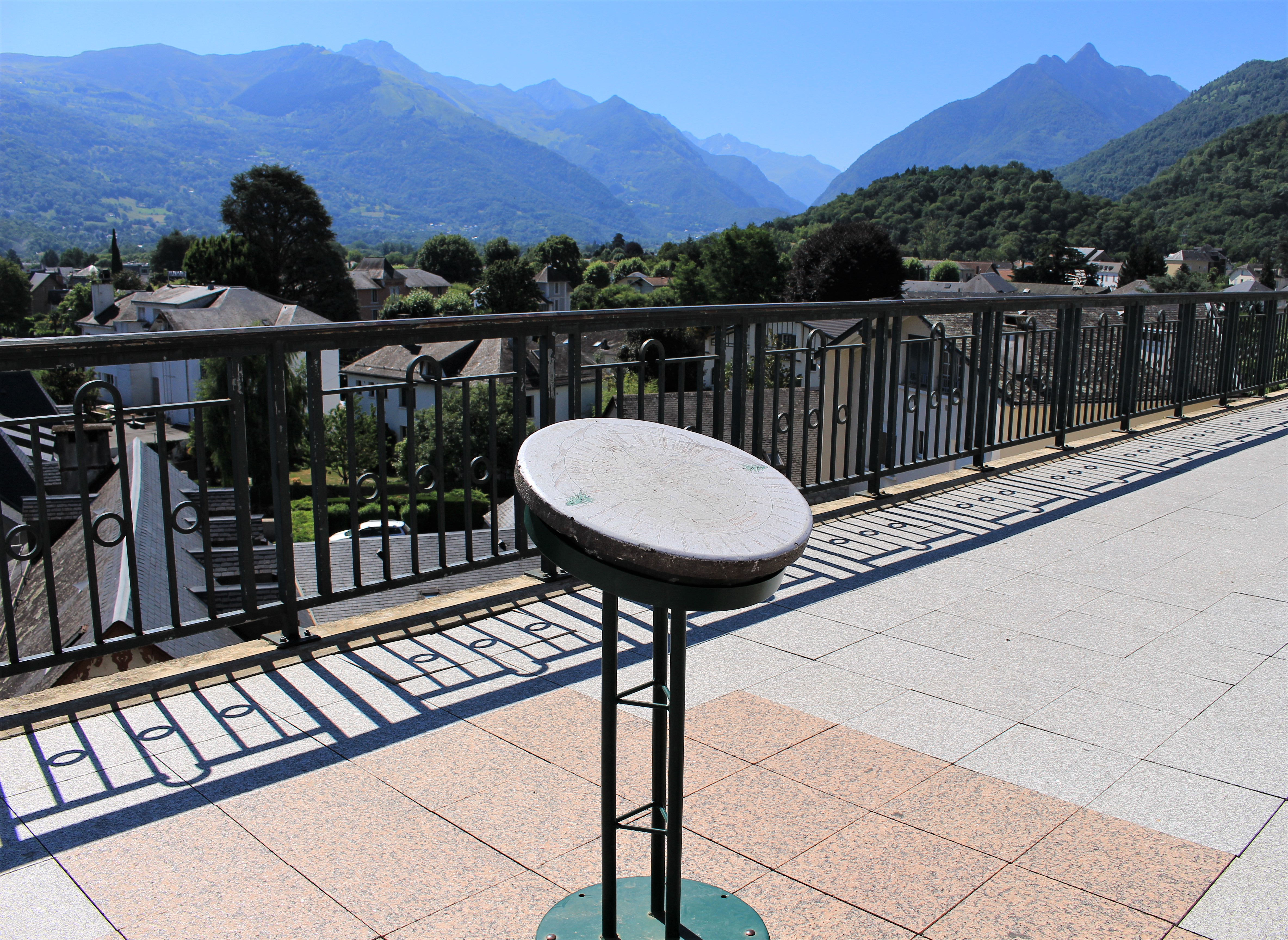
La table d'orientation.

- Le parc animalier des Pyrénées présente des animaux pyrénéens en enclos fermés : marmottes, loutres, isards, etc.
- Le casino de la ville appartenant au groupe Tranchant.
- Depuis 2001, la réunion des amateurs de chiens pyrénéens (RACP) organise une exposition nationale d'élevage chaque année, aux environs du 20 du mois de septembre. Se déroulant sur les deux jours du week-end et s'ouvre à tous les propriétaires de chiens des cinq races dont s'occupe le club.
- Lycée climatique René-Billeres[52], internat et collège à côté du parc thermal d'Argelès-Gazost, adresse : 6, avenue Marcel-Lemettre.

### Personnalités liées à la commune
- Bertrand Barère (1755-1841), célèbre orateur de la Révolution française, est originaire de Vieuzac (ancienne commune fusionnée avec Argelès-Gazost en 1824).
- Jean Lacrampe, né le 9 juillet 1757 à Argelès-Gazost et mort le 22 nivôse an XI (12 janvier 1803) à Paris, homme politique de la Révolution française.
- Germain Dupré (1811-1893), médecin et homme politique du XIXe siècle, est né à « Argelès-de-Bigorre[53] ».
- Jean Bourdette (1818-1911), ingénieur agronome et historien du Lavedan, est né à Argelès.
- Jean-Baptiste Gélineau (1828-1906), médecin neurologue, est décédé à Argelès-Gazost.
- Michel Alicot (1842-1912), homme politique, maire d'Argelès de 1874 à 1877[54].
- Clément Dupont (1899-1993), joueur de rugby à XV, est né à Argelès-Gazost.
- René Billères (1910-2004), ancien ministre d'État de l'Éducation nationale, de la Jeunesse et des Sports. Il est à l'origine du lycée climatique d'Argelès-Gazost qui porte son nom depuis 2006.
- Philippe Oyhamburu (1921-2023), né à Argelès-Gazost, spécialiste et ambassadeur de la culture basque.
- Jacques Chancel (1928-2014), journaliste, écrivain, et animateur radio et TV, a fait connaitre Argelès-Gazost en créant le Rallye des gaves.

### Héraldique
| Blason | Blasonnement : Écartelé : au premier d'argent à la hure de sanglier en rencontre de sable défendue aussi d'argent soutenue de trois pieds aussi de sanglier de sable de front rangés en pal, au deuxième d'azur à l'ours en pied d'or descendant d'une montagne d'argent surmontée d'une étoile aussi d'or, au troisième d'or à la vache de gueules allaitant son veau contourné du même, au quatrième coupé au I d'azur au roc d'échiquier d'or et au II d'or aux deux fasces de gueules. |